# SAIC-GM-우링
SAIC-GM-우링(영어: SAIC-GM-Wuling Automobile  Co., Ltd., 중국어: 上汽通用五菱汽车股份有限公司)은 상하이 자동차, 제너럴 모터스, 광시 자동차 (이전 울링 그룹)의 합작투자 기업이다. 중화인민공화국 남서부 광시 좡족 자치구 류저우시에 본사를 두고 있으며, 울링 및 바오준 브랜드로 중화인민공화국에서 판매되는 승용차 및 상용차를 생산한다.
2002년에 설립된 SGMW는 특히 중화인민공화국의 저소득층 지역에서 인기가 높은 마이크로밴을 제조하는 것으로 유명해졌다. 2017년부터 SGMW는 인도네시아에서 제조 및 판매 자회사를 운영하고 있다. 이 회사는 또한 제너럴 모터스를 위해 쉐보레 브랜드로 중화인민공화국에서 수출용 차량을 제조한다.
SGMW와 류저우 울링 자동차 산업 유한공사 모두 울링 브랜드 이름과 5개의 다이아몬드 "W" 로고를 사용한다.

## 역사
2002년, 상하이 자동차가 50.1%, 제너럴 모터스가 34%, 울링 그룹(이후 광시 자동차로 사명 변경)이 15.9%의 지분을 가진 합작투자 회사 SAIC-GM-Wuling이 설립되었다. 울링은 마이크로밴 및 소형 트럭 생산을 합작 투자 회사로 이전했다. 2011년까지 GM은 지분율을 44%로 늘려 울링의 지분을 5.9%로 줄였다.

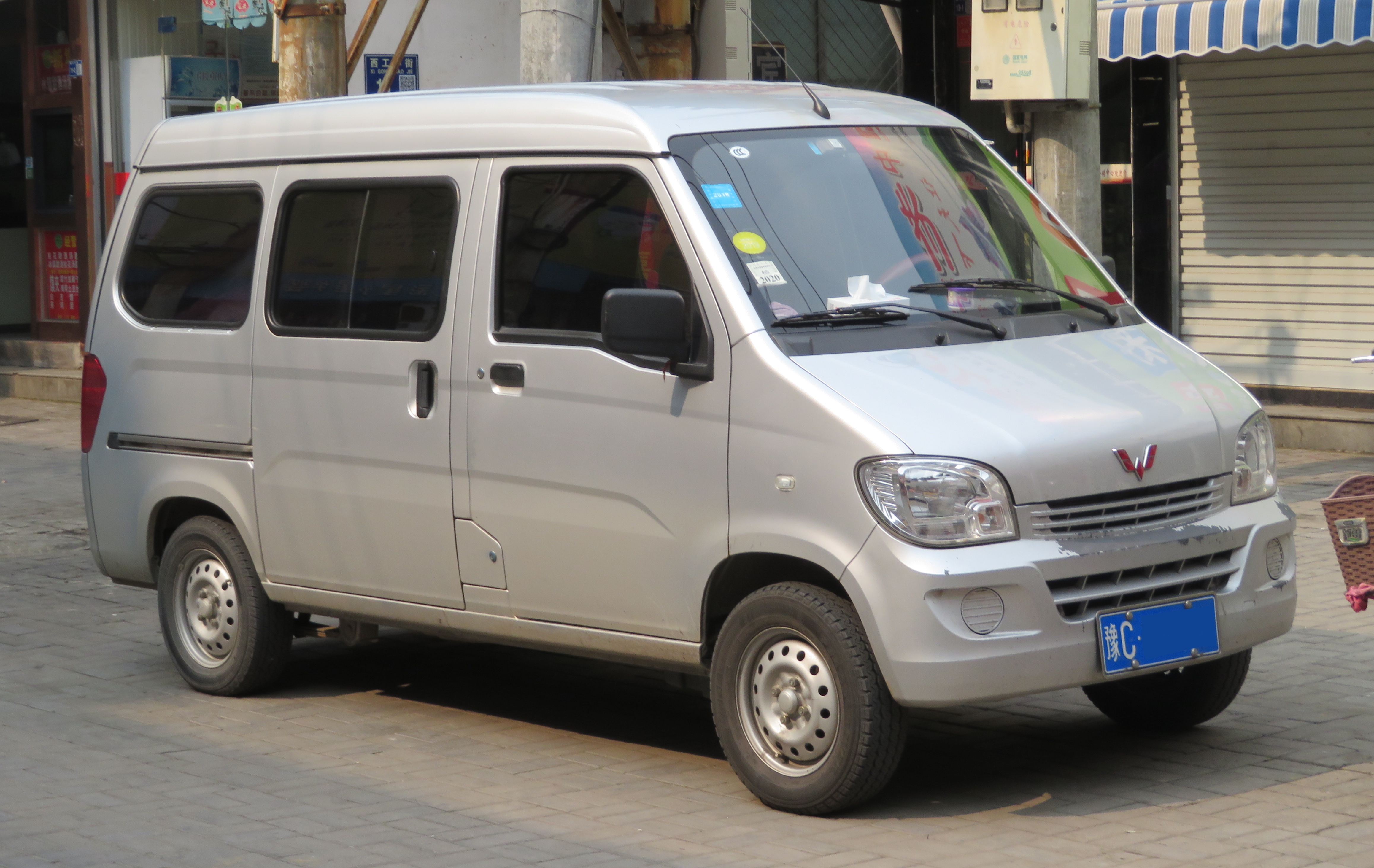
울링 선샤인

2005년, SGMW는 중화인민공화국 칭다오시에 있는 소규모 제조 회사인 Etsong을 인수했다. 원래 1997년에 담배 회사가 설립한 이 공장은 나중에 FAW 지에팡이 소유하다가 SAIC 그룹에 인수되었다. 이 공장은 이전에 Etsong Lubao 및 Etsong Lande 브랜드로 오스틴 마에스트로/몬테고 파생 차량을 생산했다. SGMW가 인수한 후, 이 모델들의 생산은 중단되었고, 시설은 SGMW의 미니 차량 생산 능력을 확장하기 위해 재활용되었다.
SGMW는 중화인민공화국 내륙 지역에서 상당한 대량 생산 차량 제조사가 되었다. 2011년에는 국내에서 1,286,000대의 차량을 판매했으며, 2012년에는 판매량이 1,445,000대로 증가했다. 차량 가격은 5,000달러에서 10,000달러 사이로, 예산에 민감한 소비자를 겨냥한다. SGMW는 또한 현지에서 '샤오 미안바오 처'(小面包车), 즉 "작은 식빵차"로 알려진 마이크로밴의 중화인민공화국 선두 제조사 중 하나이다. 소형차와 비슷한 크기의 이 소형 상용차는 특히 국가의 저소득 내륙 지역에서 성공적이었다. 인기 모델 중 울링 선샤인은 절정기에 연간 45만 대 이상 판매되었다. 당시 SGMW는 중화인민공화국에서 울링 선샤인보다 판매량이 많은 모델은 없다고 주장했다. 2012년 후반, SGMW는 광시 좡족 자치구 류저우시에 연간 40만 대의 바오준 승용차 생산 능력을 갖춘 새 공장을 개장했다. 동등한 생산 능력을 갖춘 파워트레인 공장도 건설 중이었다.

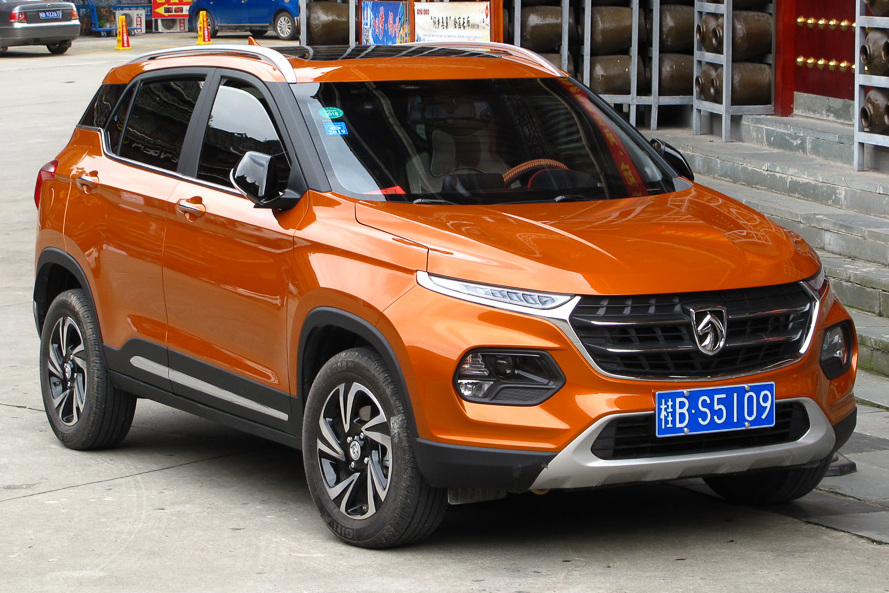
SGMW는 2년 동안 70만 대 이상의 바오준 510을 판매했다.

2010년, SGMW는 중화인민공화국 국내 자동차 제조업체들과 경쟁하기 위해 바오준 브랜드를 출시했다. 승용차에 중점을 두고, 인구 또는 GDP 기여도 측면에서 상위 4개 도시를 제외한 3급 및 4급 중화인민공화국 도시의 소비자를 대상으로 했다. 첫 번째 제품은 쉐보레 스파크/대우 마티즈 M150을 기반으로 한 바오준 르치였다. 2012년, 바오준은 소형 4도어 세단인 630을 출시했다. 2016년, 바오준은 688,390대의 차량을 판매했으며, 바오준 510 SUV의 성공에 힘입어 2017년에는 996,629대로 판매량이 증가했다. 510은 2018년 중화인민공화국에서 가장 많이 팔린 크로스오버가 되었으며, 2019년 6월까지 거의 80만 대가 판매되었다. 초기 성공에도 불구하고, 바오준의 판매량은 그 후 몇 년 동안 감소했다. 2019년, 이 브랜드는 현대적인 디자인과 고급 모델로 "뉴 바오준" 전략을 시작했지만, 수요를 늘리는 데 실패하여 여러 모델이 단종되었다. 결과적으로 울링이 바오준의 저렴한 승용차 역할을 대부분 인수했다.
2015년, SGMW는 인도네시아 서자와주 치카랑의 그린랜드 국제 산업 단지에 첫 해외 제조 시설 건설을 시작했다. 60만 평방미터 규모의 이 시설은 인도네시아 시장 및 동남아시아 수출용 차량을 생산하도록 설계되었으며, 7억 달러가 투자되었고 연간 15만 대의 차량 생산 능력을 갖추었다. 공장은 2017년 7월에 컨페로 MPV를 생산하기 시작했으며, 2017년 말까지 울링 모터스는 인도네시아 10대 자동차 브랜드 중 하나로 선정되었다.

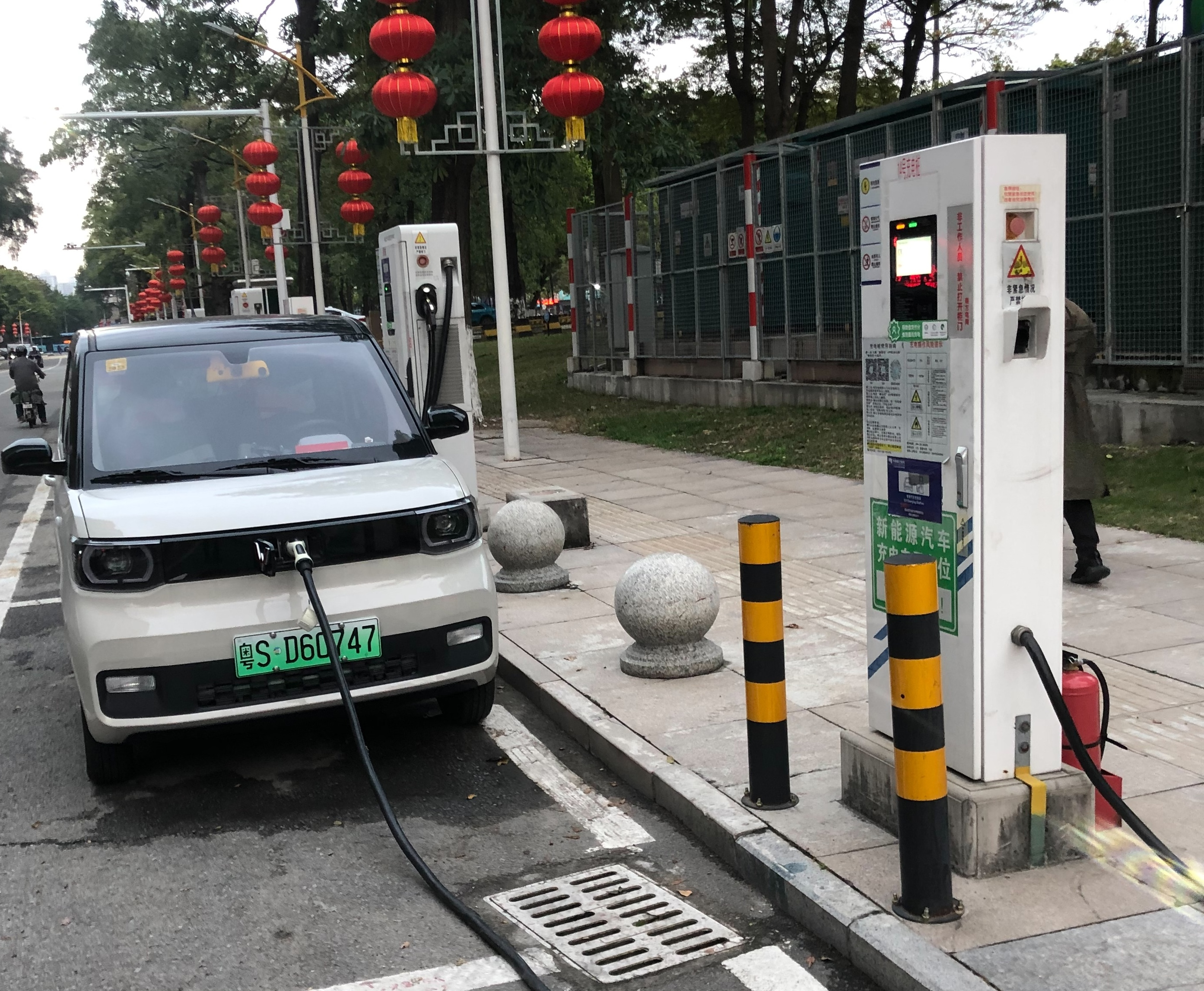
울링 홍광 미니 EV

2020년, SGMW는 소형 배터리 전기 도시형 자동차인 울링 홍광 미니 EV를 출시하며 전기차 생산으로 전환했다. 이 차량은 2020년 7월부터 중화인민공화국에서 소매 판매를 시작했다. 약 4,200달러부터 시작하는 가격으로, 홍광 미니 EV는 시장에서 가장 저렴한 전기차 중 하나가 되었다. 2020년에는 119,255대가 판매되어 전 세계 플러그인 전기 자동차 중 두 번째로 많이 팔린 모델이 되었다. 2021년 1월, 홍광 미니 EV는 25,778대가 판매되어 중화인민공화국 신에너지 차량 판매에서 테슬라 모델 3를 제치고 1위를 차지했다. 2023년 2월까지 전 세계 판매량은 110만 대를 넘어 중화인민공화국에서 가장 많이 팔린 전기차가 되었다. 2023년까지 SGMW의 바오준 브랜드는 플러그인 하이브리드 및 전기 모델을 출시하며 완전히 전동화로 전환했다.
2024년 9월, SGMW는 서브 브랜드와 관련 없는 첫 차량인 SGMW 라이트 오브 ASEAN 컨셉을 공개했다.

## 현재 생산 제품

### 울링
2020년부터 SAIC-GM-울링은 차량 모델을 "레드 배지"와 "실버 배지"로 분류했다. "레드 배지" 모델은 주로 경상용차 또는 엔트리 레벨 승용차용으로 설계되었으며, "실버 배지" 모델은 글로벌 시장에서 더 고급스러운 승용차에 사용된다.

#### 실버 배지
- 홍광 미니 EV (2020년~현재), 시티 카, 배터리식 전기자동차
- 나노 EV (2021년~현재), 시티 카, 배터리식 전기자동차
- 에어 EV (2022년~현재), 시티 카, 배터리식 전기자동차
- 빙구오 (2023년~현재), 서브컴팩트 카, 배터리식 전기자동차
- 싱광 (2023년~현재), 중형 세단, 플러그인 하이브리드/배터리식 전기자동차
- 빙구오 SUV (2024년~현재), 서브컴팩트 SUV, 배터리식 전기자동차
- 빙구오 S (출시 예정), 서브컴팩트 SUV, 배터리식 전기자동차
- 싱치/알베즈 (2022년~현재), 서브컴팩트 SUV
- 싱천/아스타 (2021년~현재), 컴팩트 SUV, 내연기관/하이브리드 전기자동차
- 싱광 S (2024년~현재), 컴팩트 SUV, 플러그인 하이브리드/배터리식 전기자동차
- 싱윈 (2023년~현재), 컴팩트 SUV, 하이브리드 전기자동차
- 싱광 730 / 코르테즈 다리온 (출시 예정), 중형 MPV, 내연기관/플러그인 하이브리드/배터리식 전기자동차
- 싱광 560 (출시 예정), 컴팩트 SUV, 내연기관/플러그인 하이브리드/배터리식 전기자동차
- 자첸 (2022년~현재), 컴팩트 MPV
- 카이제/빅토리 (2020년~현재), 중형 MPV, 내연기관/하이브리드 전기자동차

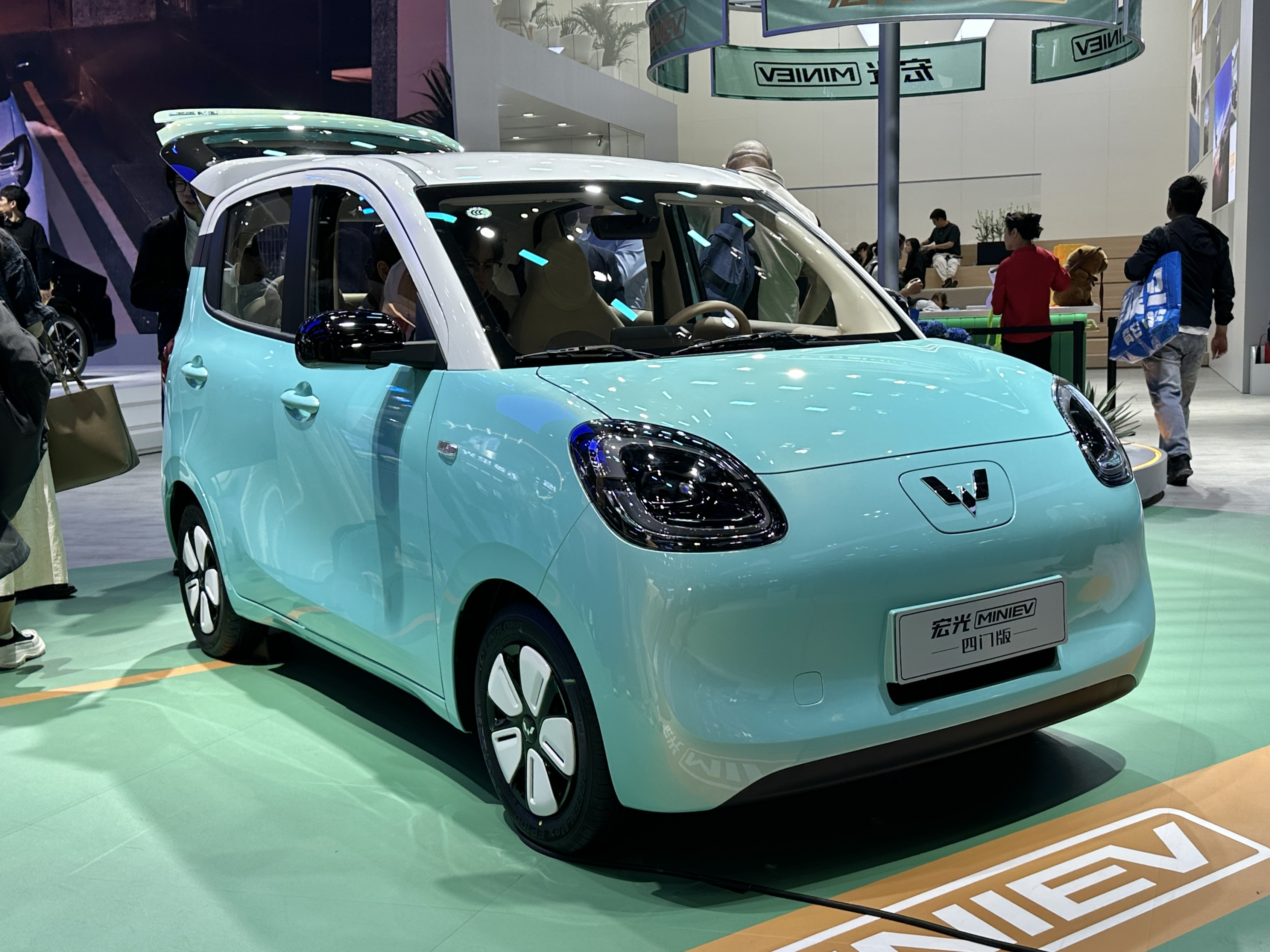
홍광 미니 EV
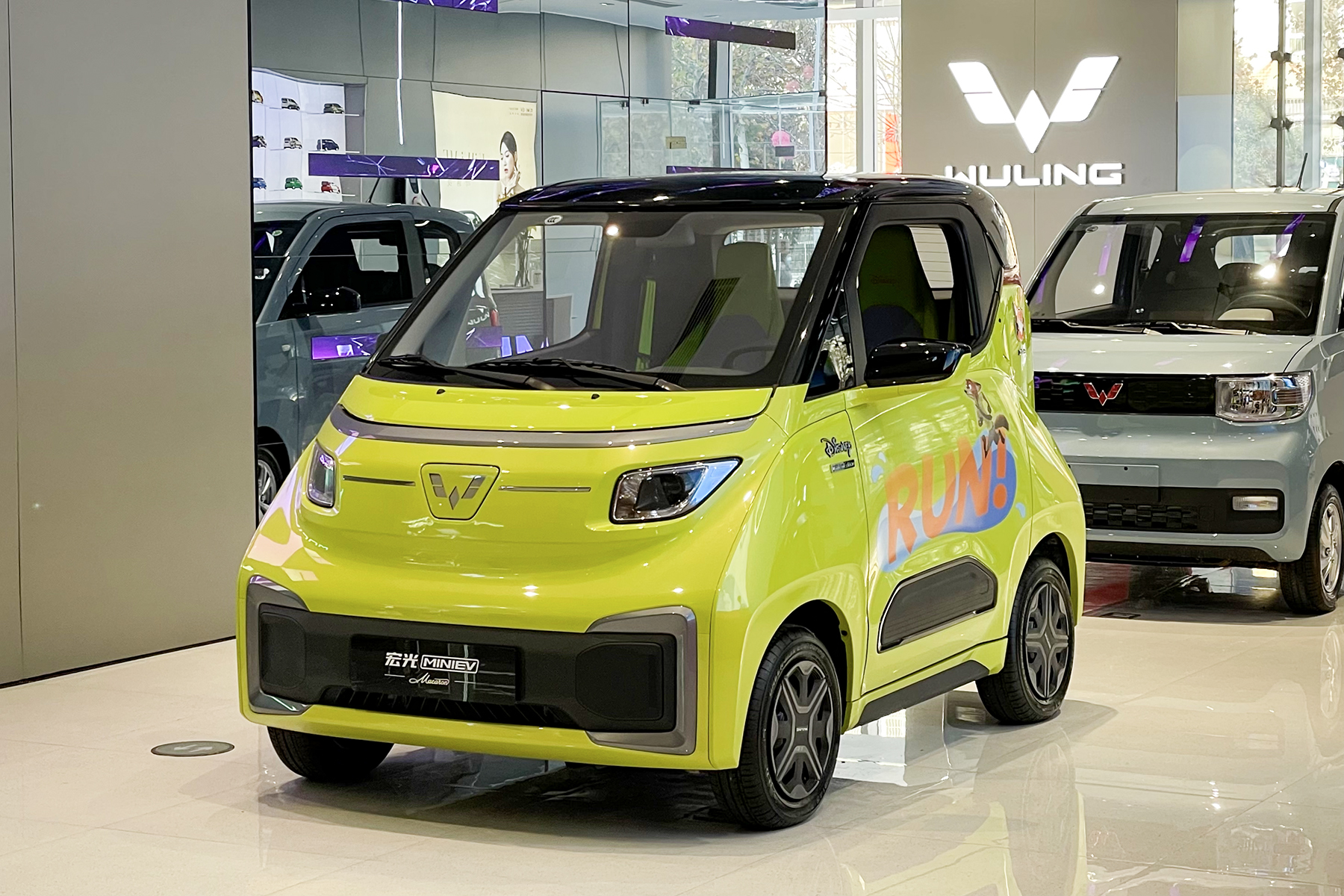
나노 EV
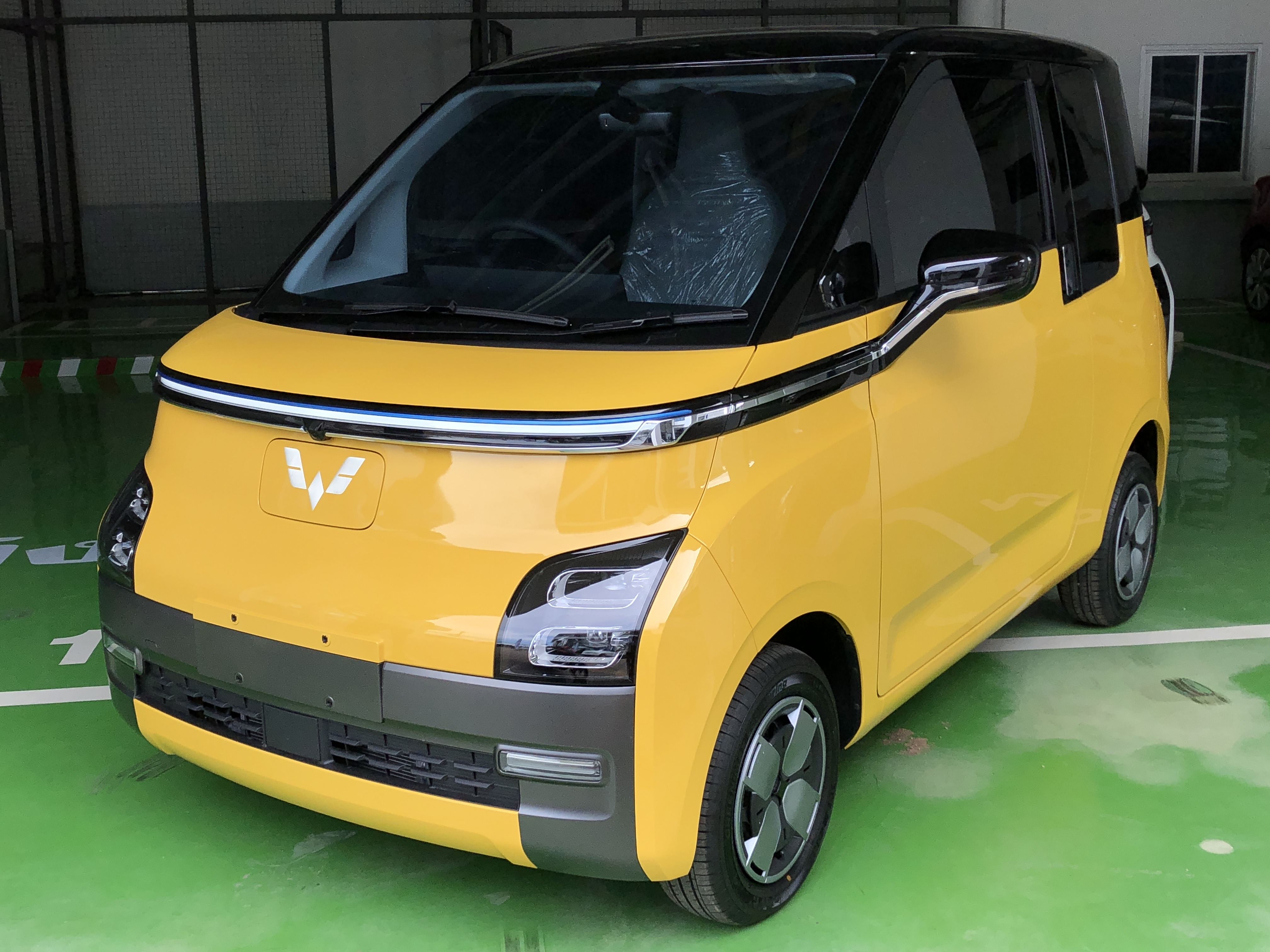
에어 EV
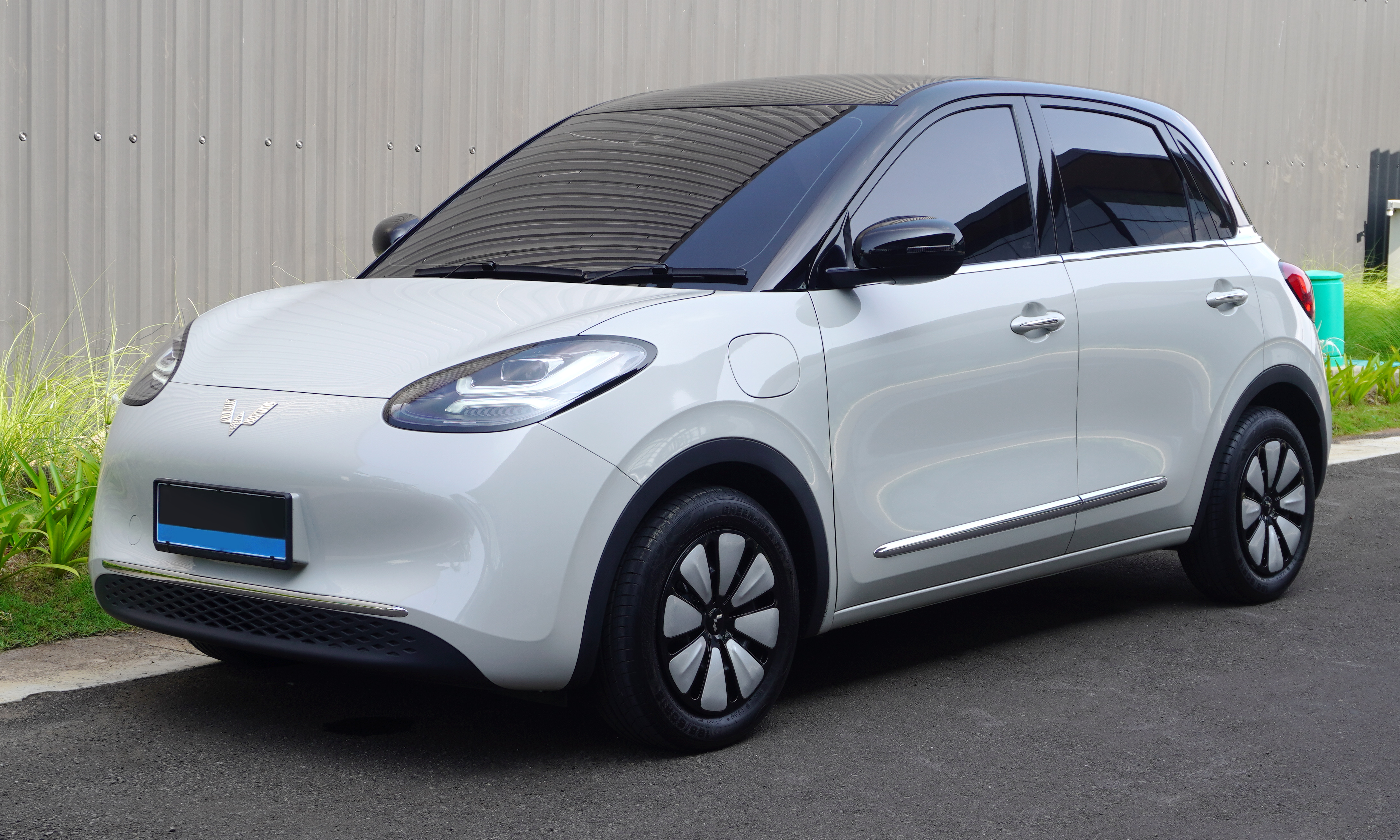
빙구오
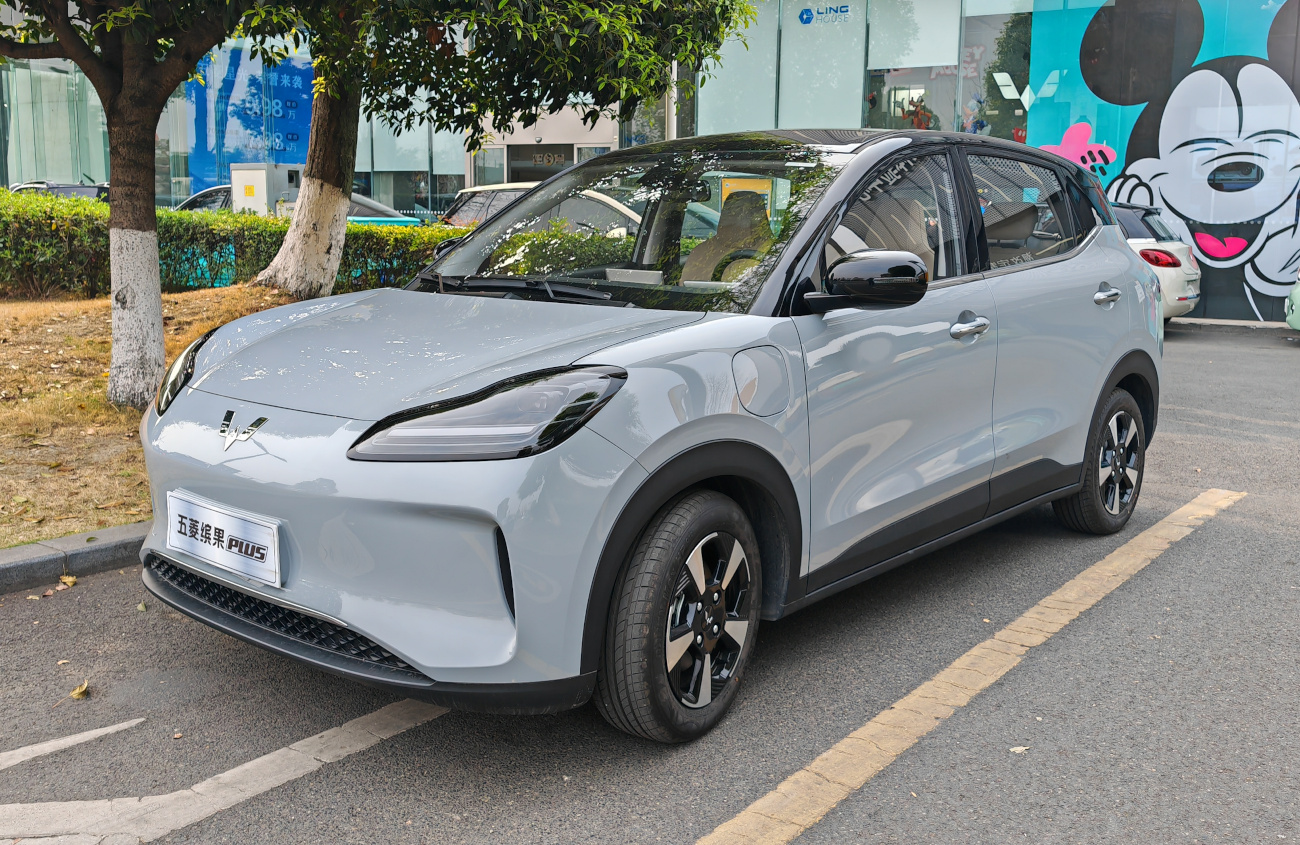
빙구오 SUV
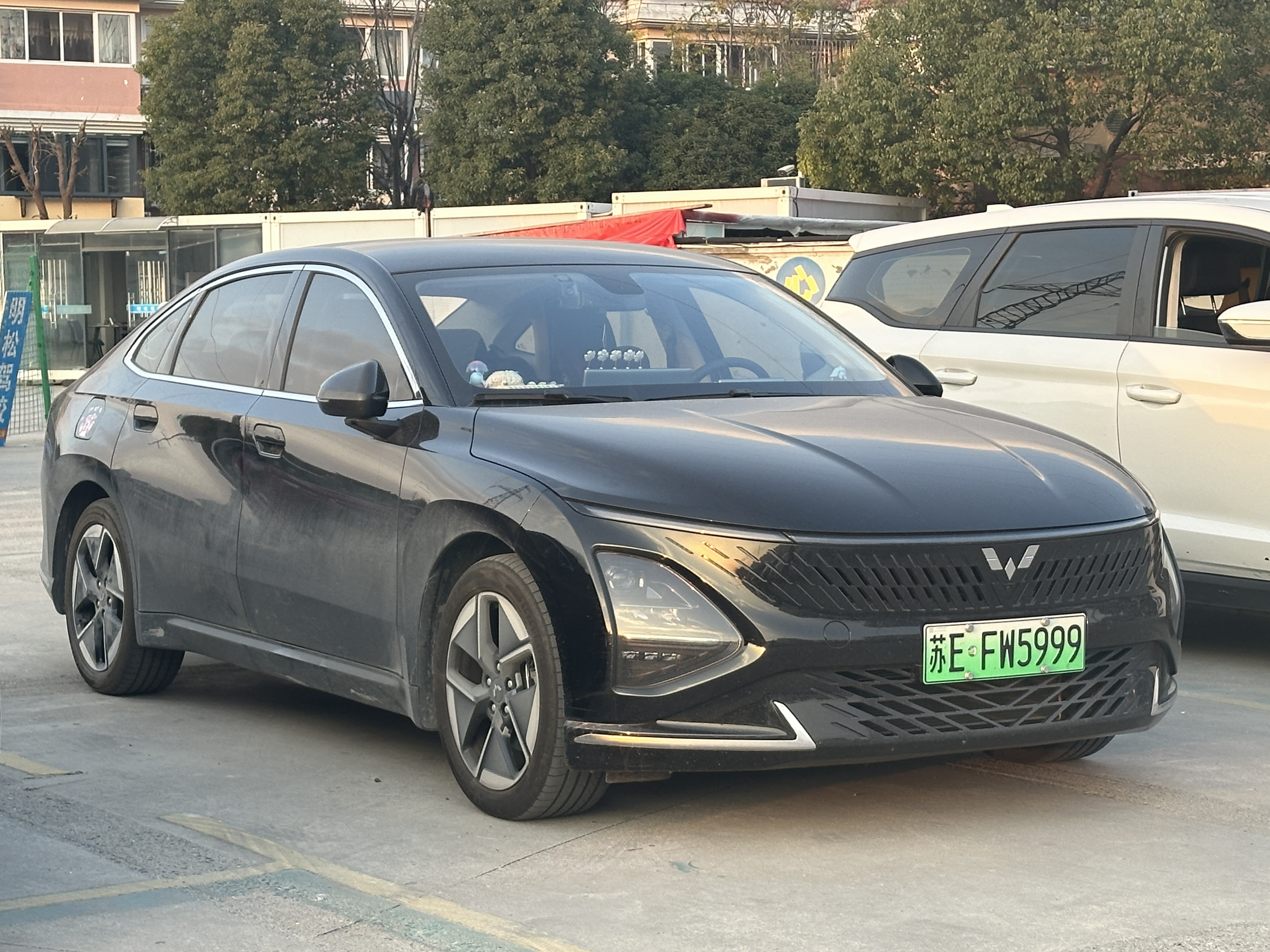
싱광
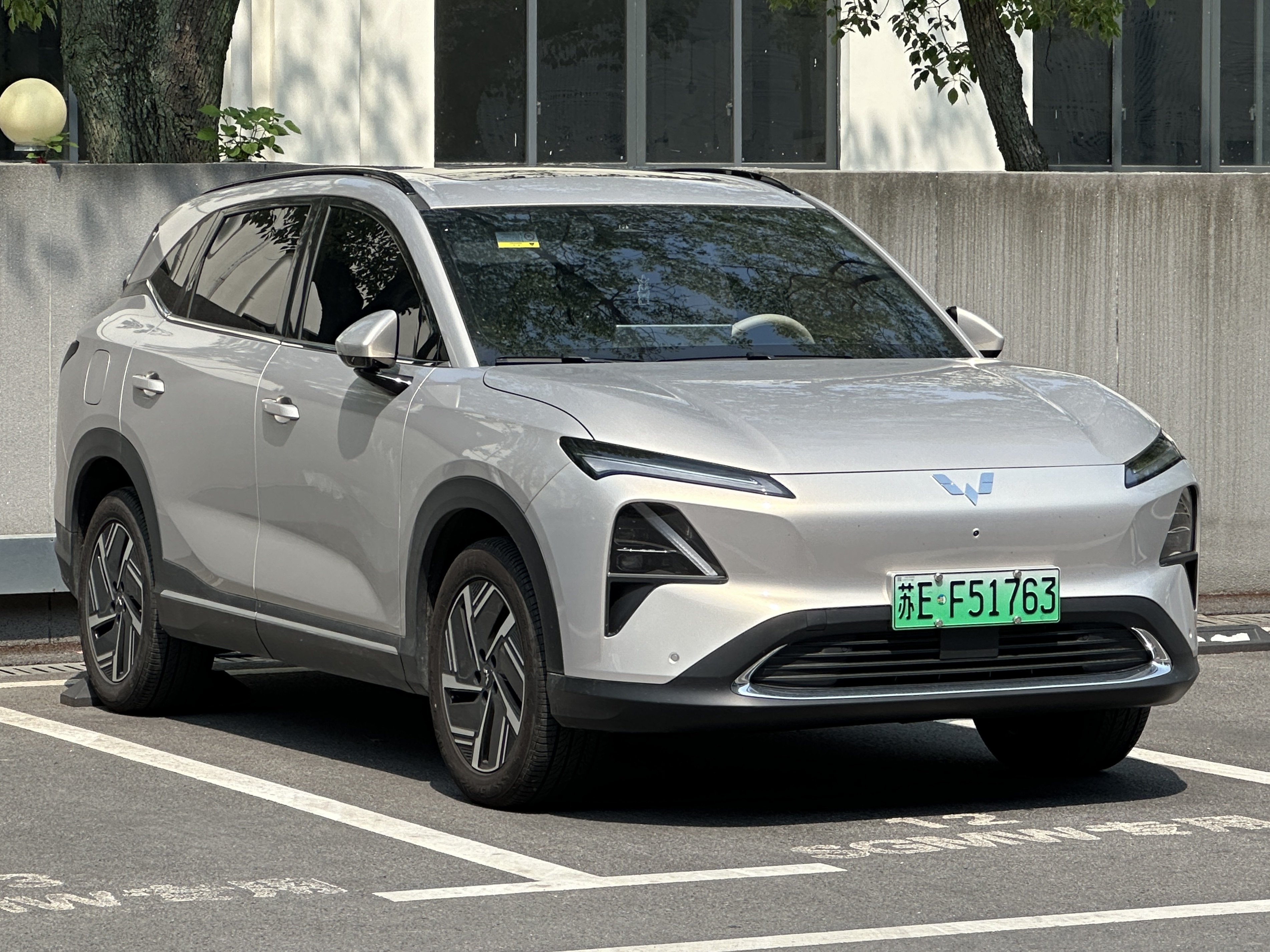
싱광 S
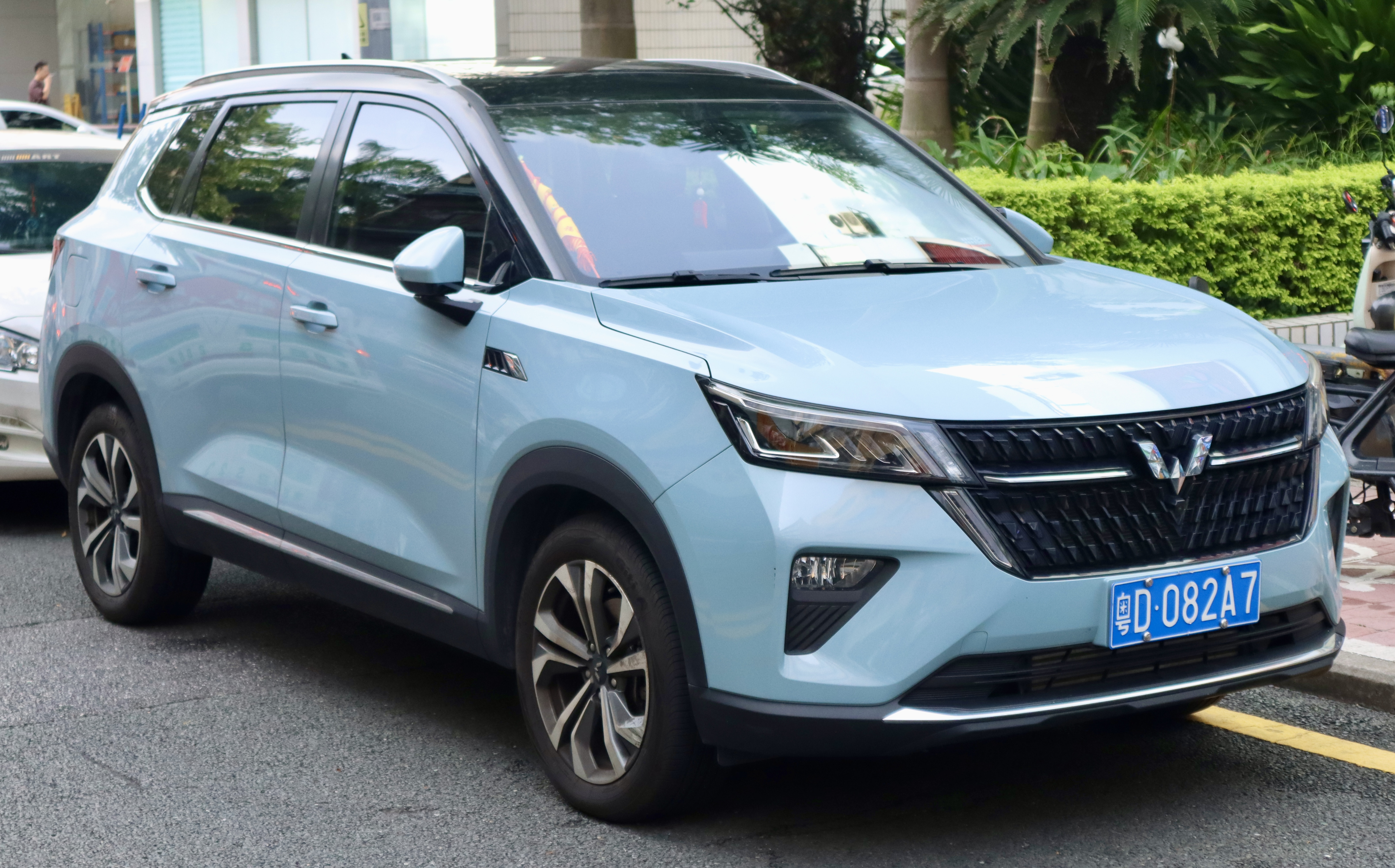
싱천 (아스타)
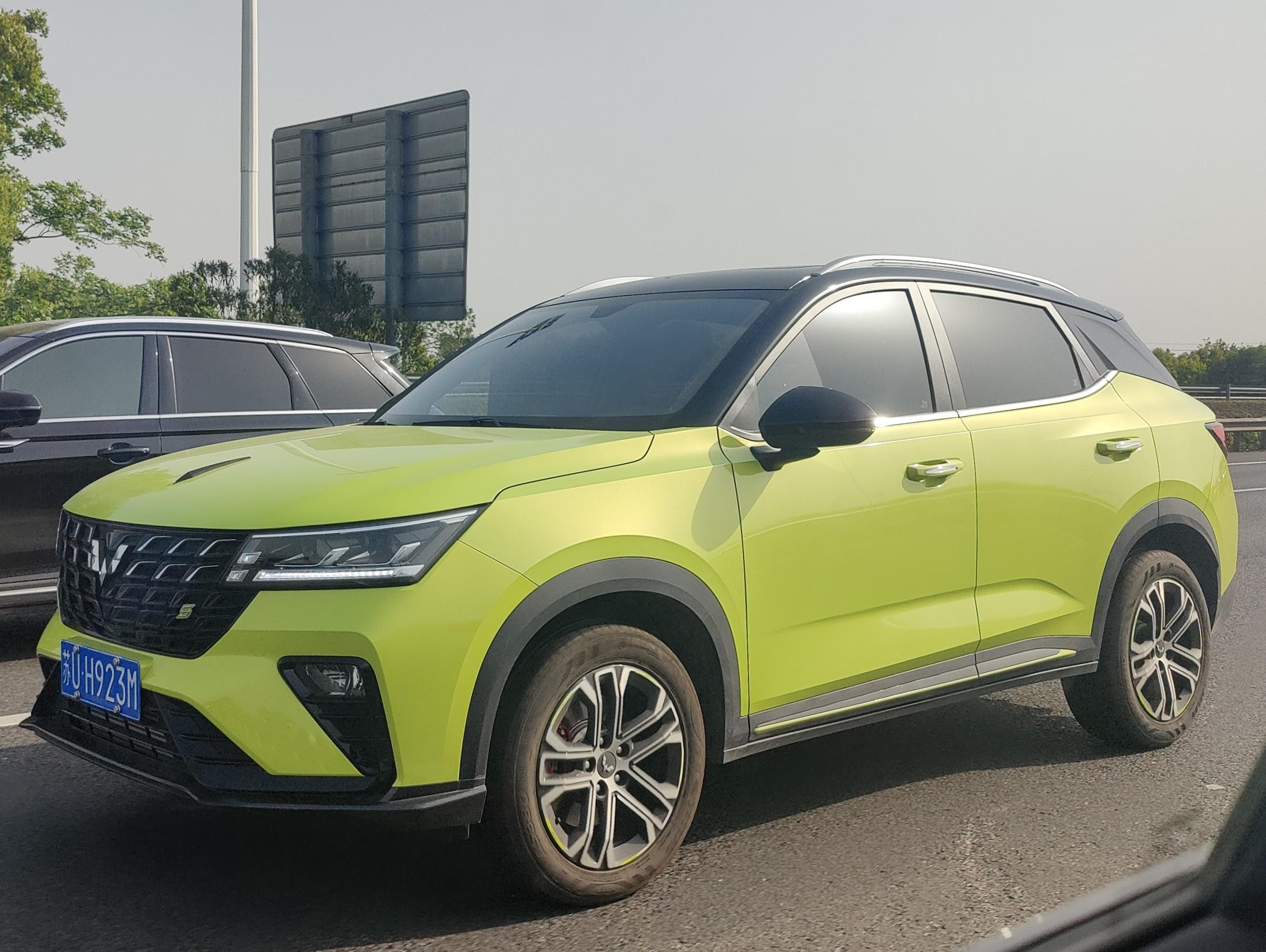
싱치
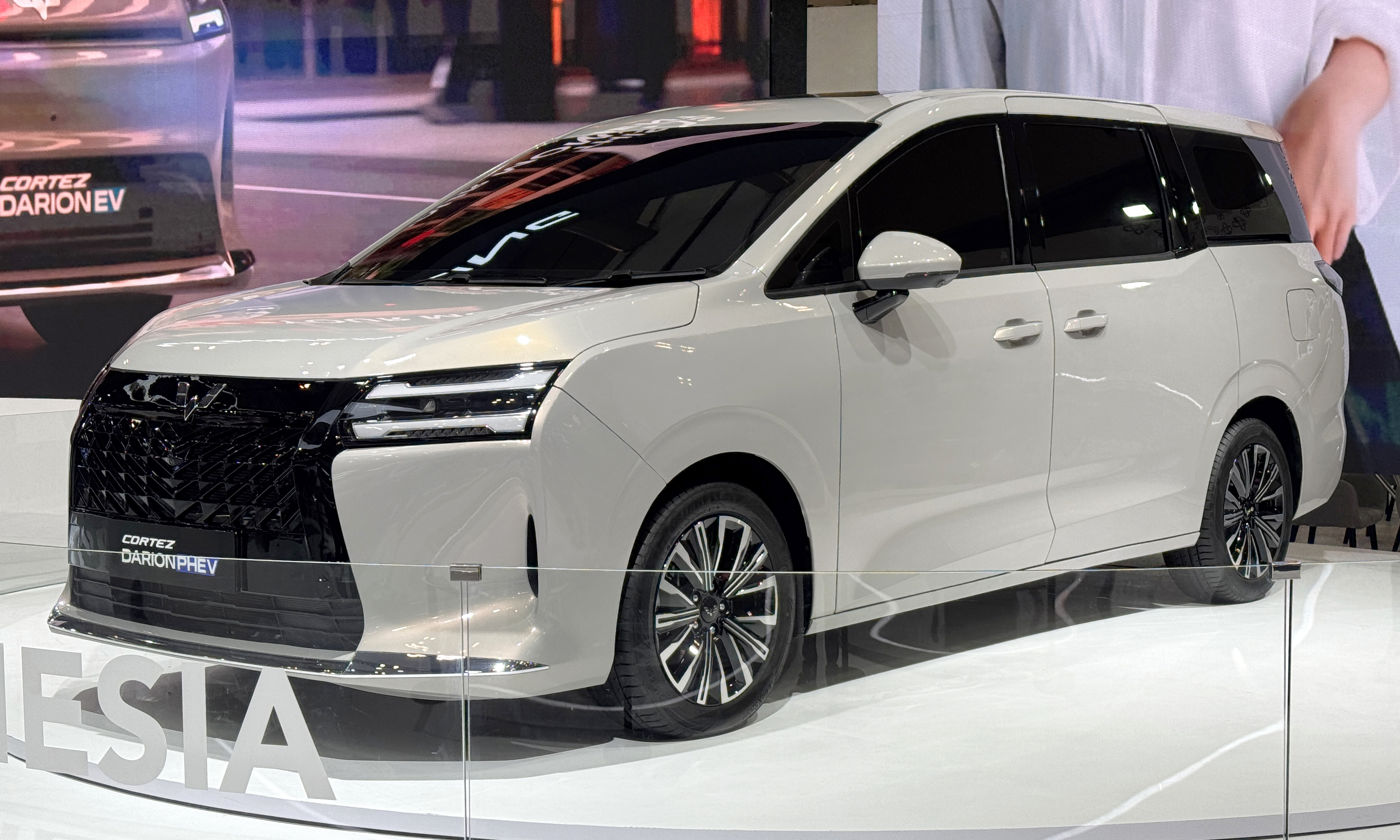
싱광 730
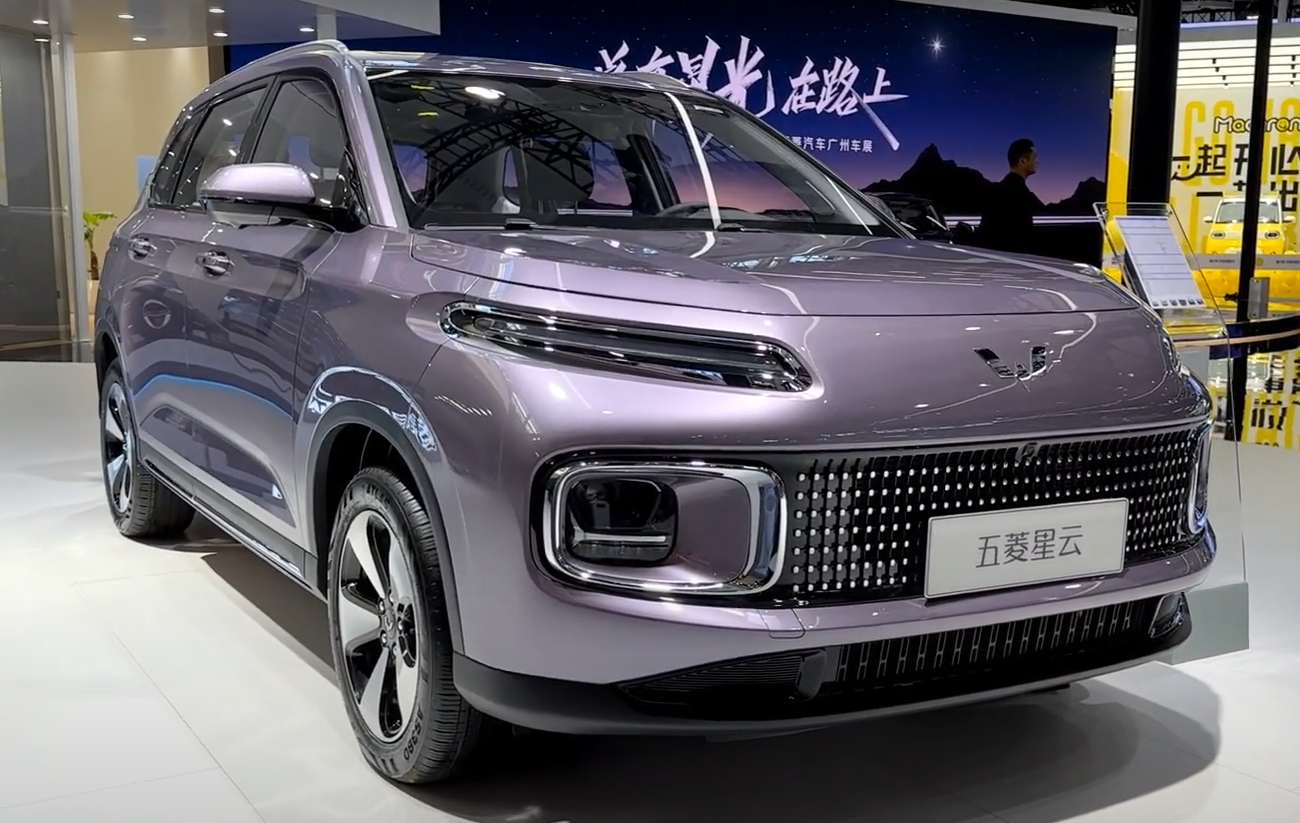
싱윈
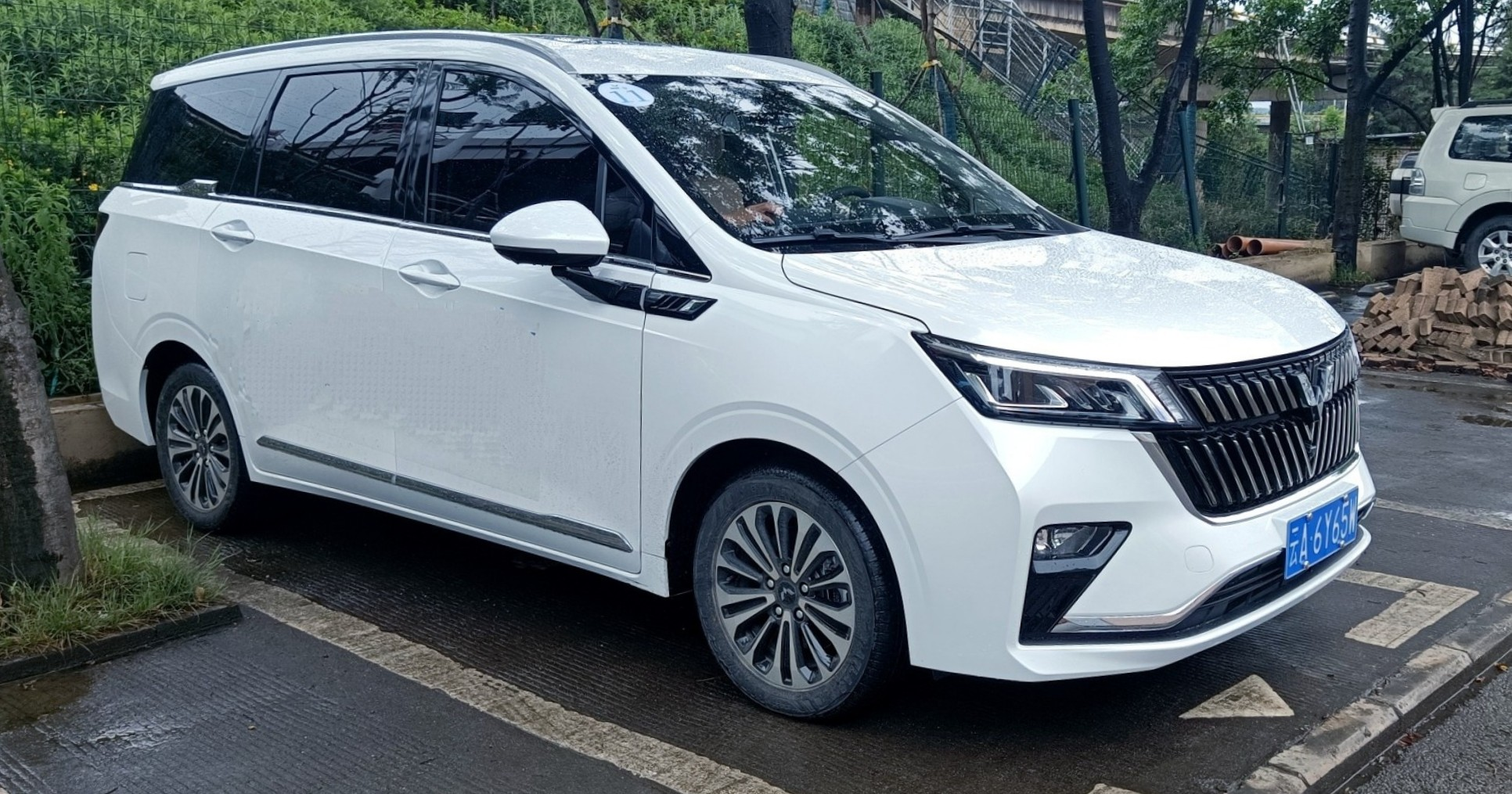
자첸
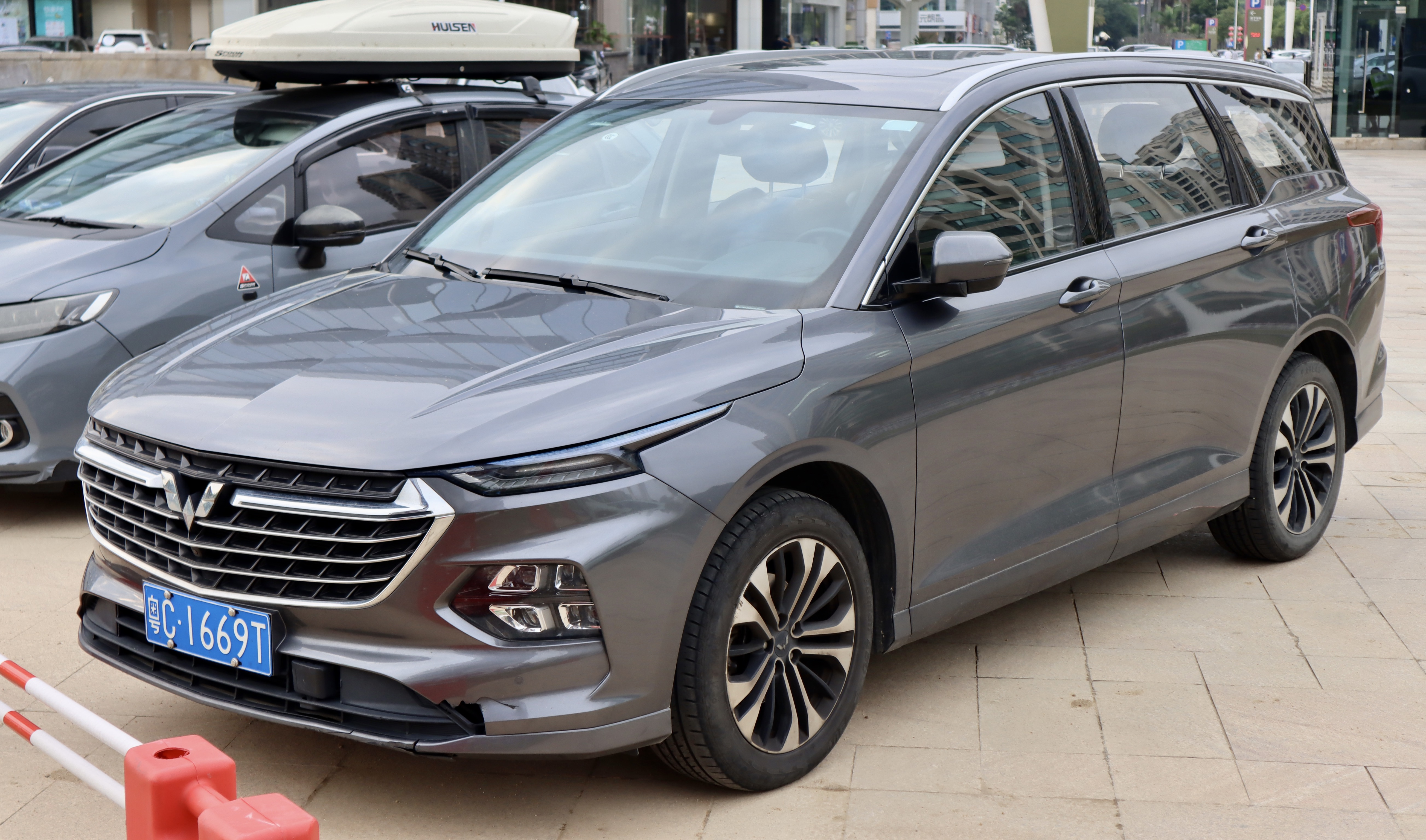
빅토리

#### 레드 배지
- E10 EV (2023년~현재), 마이크로밴, 배터리식 전기자동차
- 즈광 (2002년~현재), 마이크로밴
- 즈광 EV (2025년~현재), 마이크로밴, 배터리식 전기자동차
- 롱광 (2008년~현재), 마이크로밴
- 홍광 (2010년~현재), 컴팩트 MPV
  - 홍광 V (2015년~현재), 홍광의 슬라이딩 도어 변형
- 홍광 EV (2025년~현재), 컴팩트 MPV
- 홍광 플러스 (2019년~현재), 컴팩트 MPV
- 정청 (2014년~현재), 풀사이즈 MPV
- 정투 (2021년~현재), 중형 픽업트럭
- 양광 / 미트라 EV (2024년~현재), 중형 밴, 배터리식 전기자동차
- 롱카 (2023년~현재), 중형 트럭

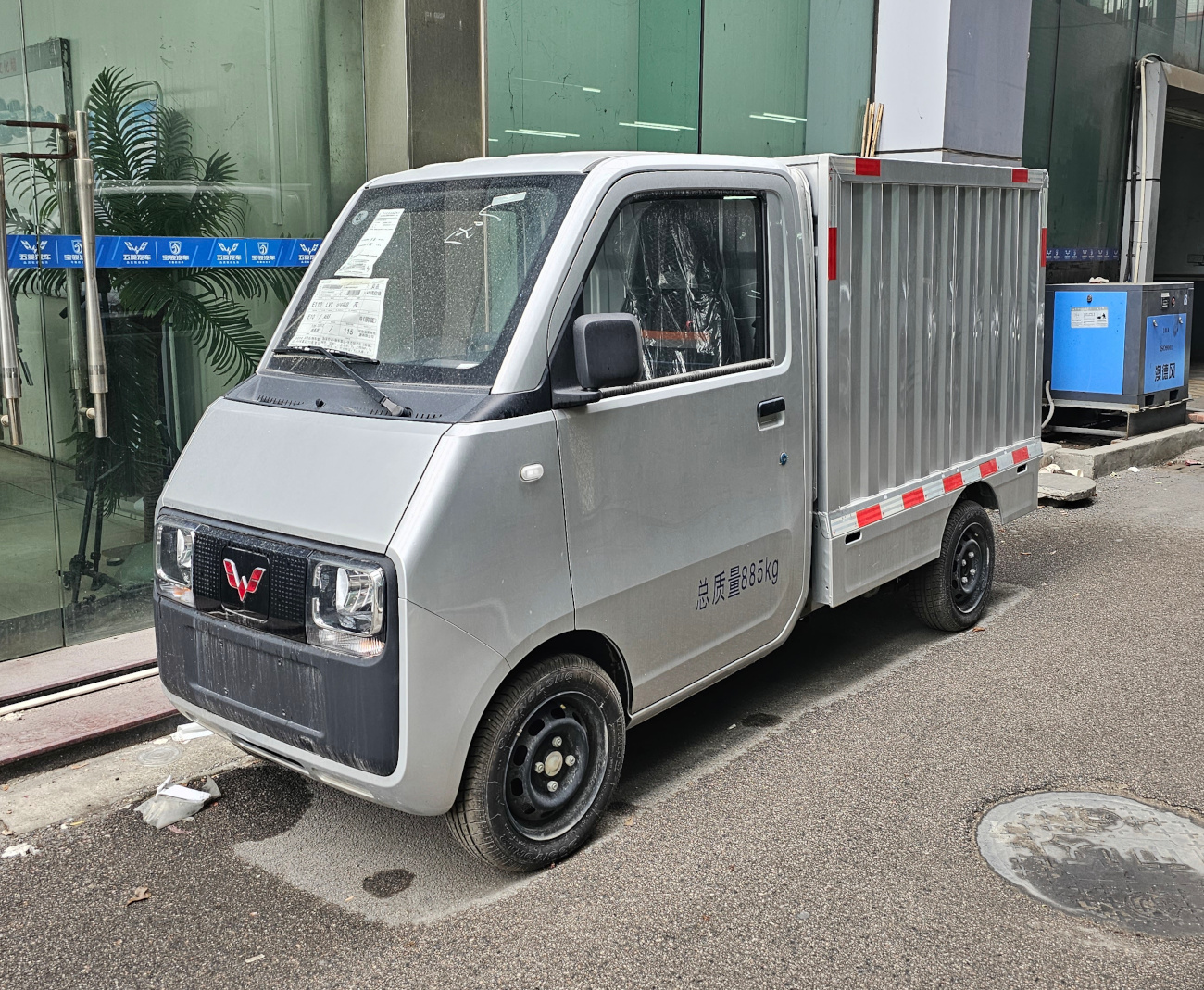
E10 EV
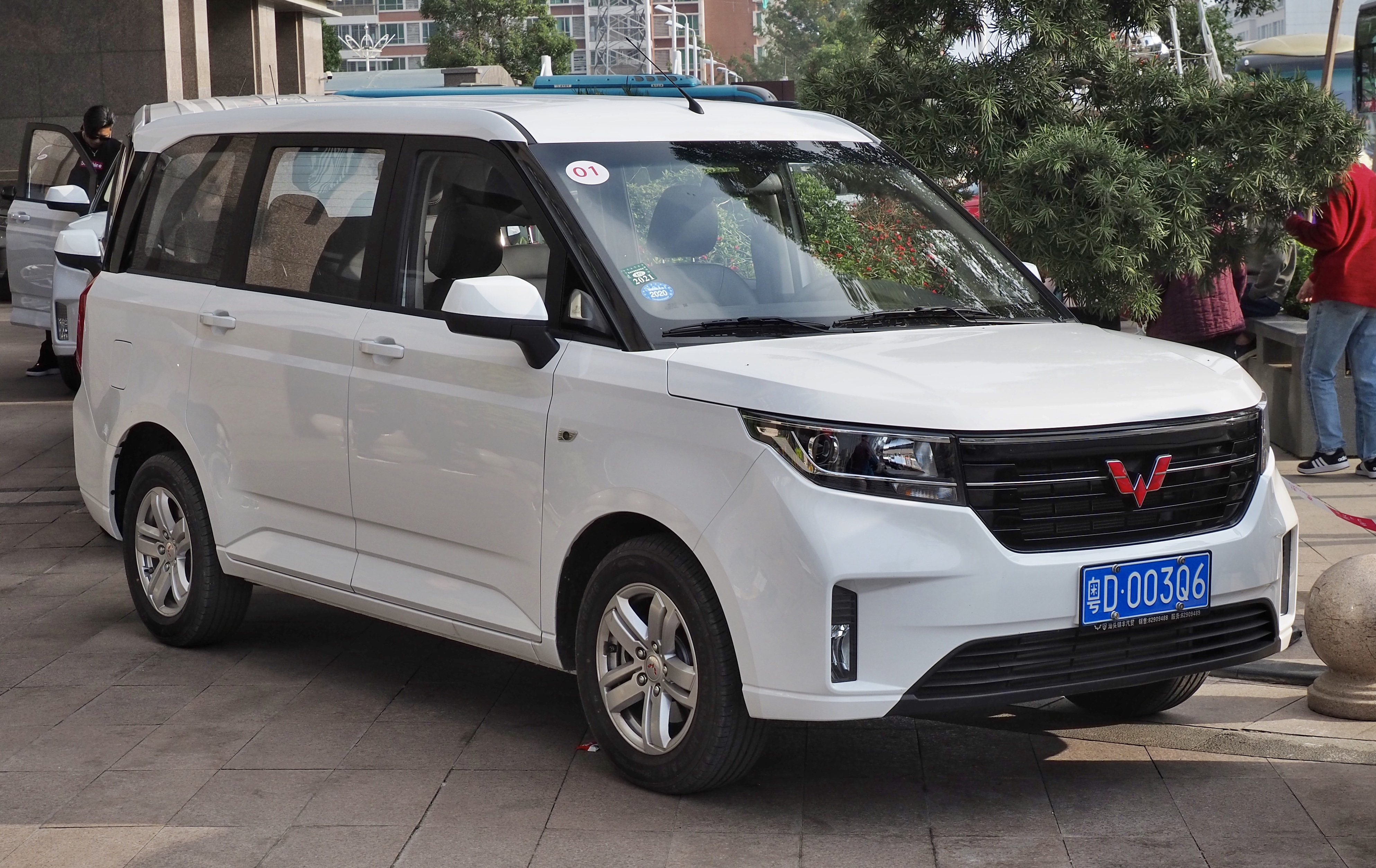
홍광 플러스
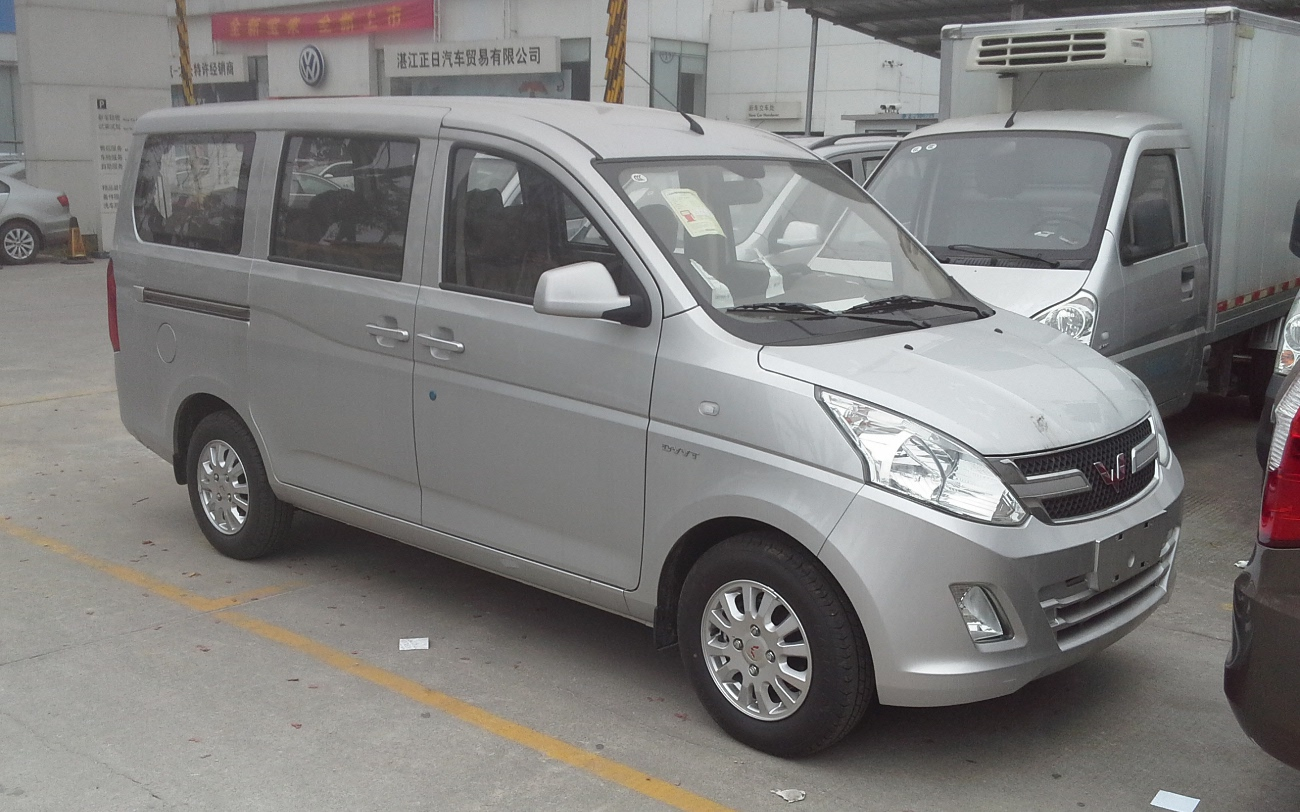
홍광 V
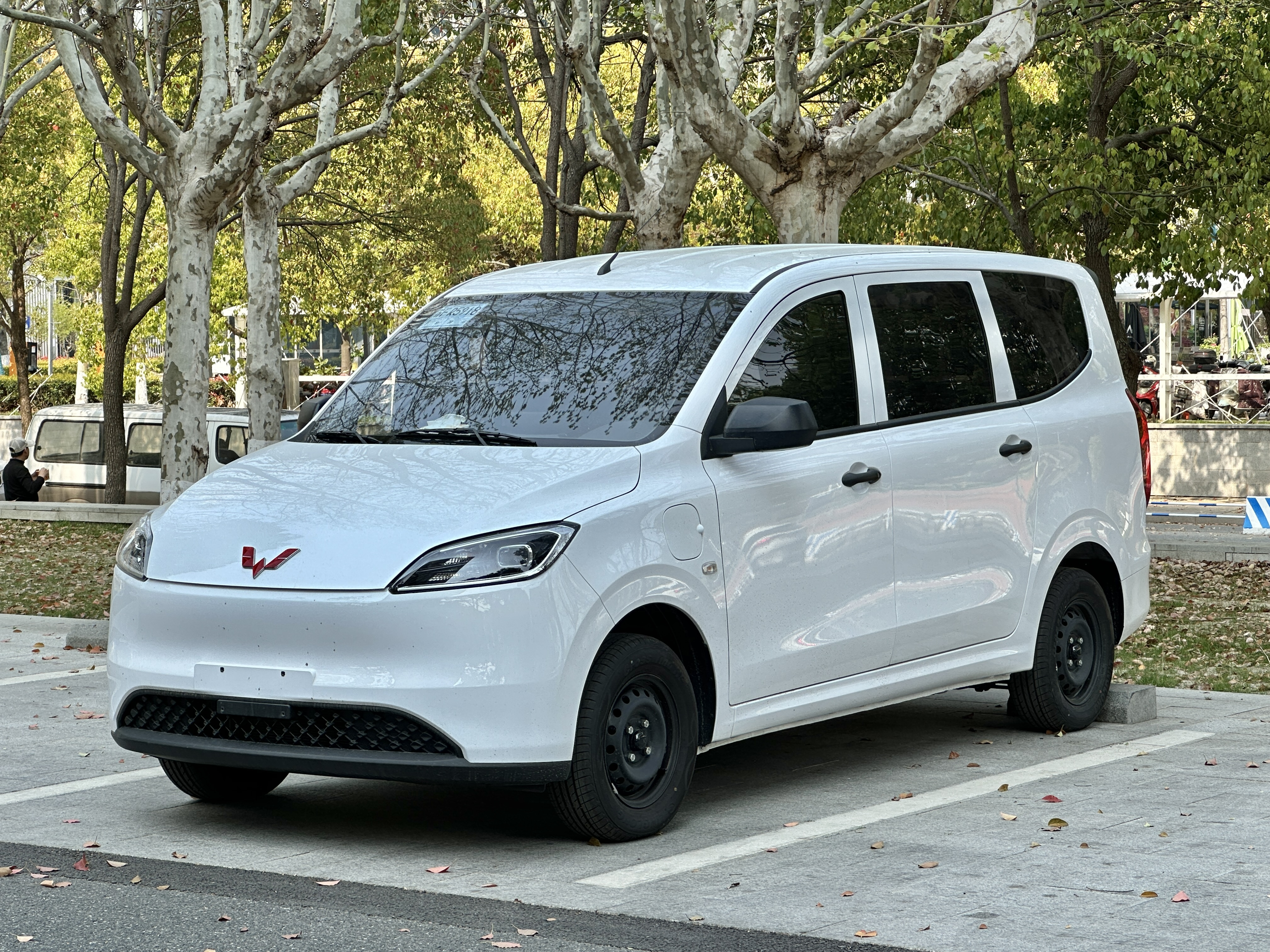
홍광 EV
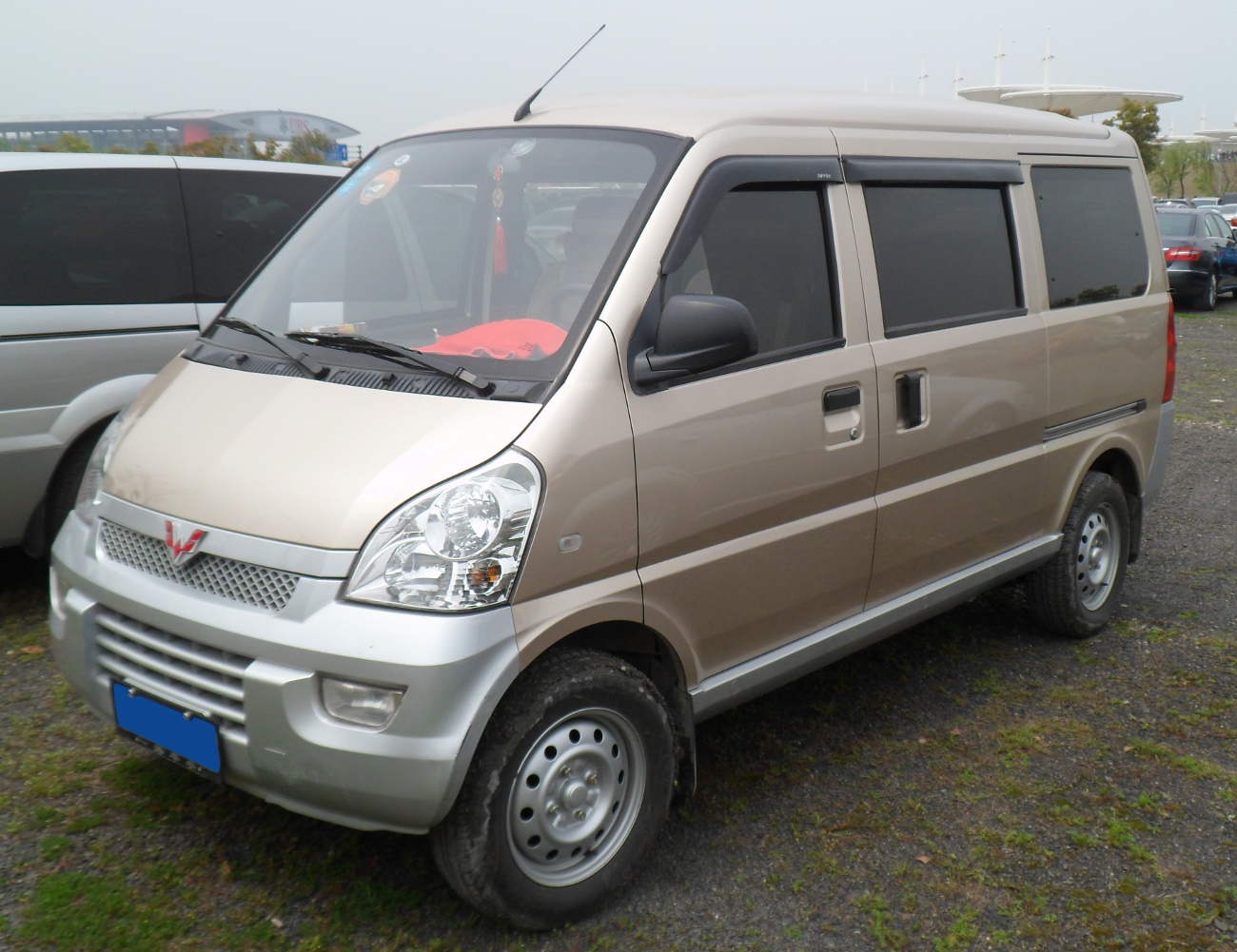
롱광
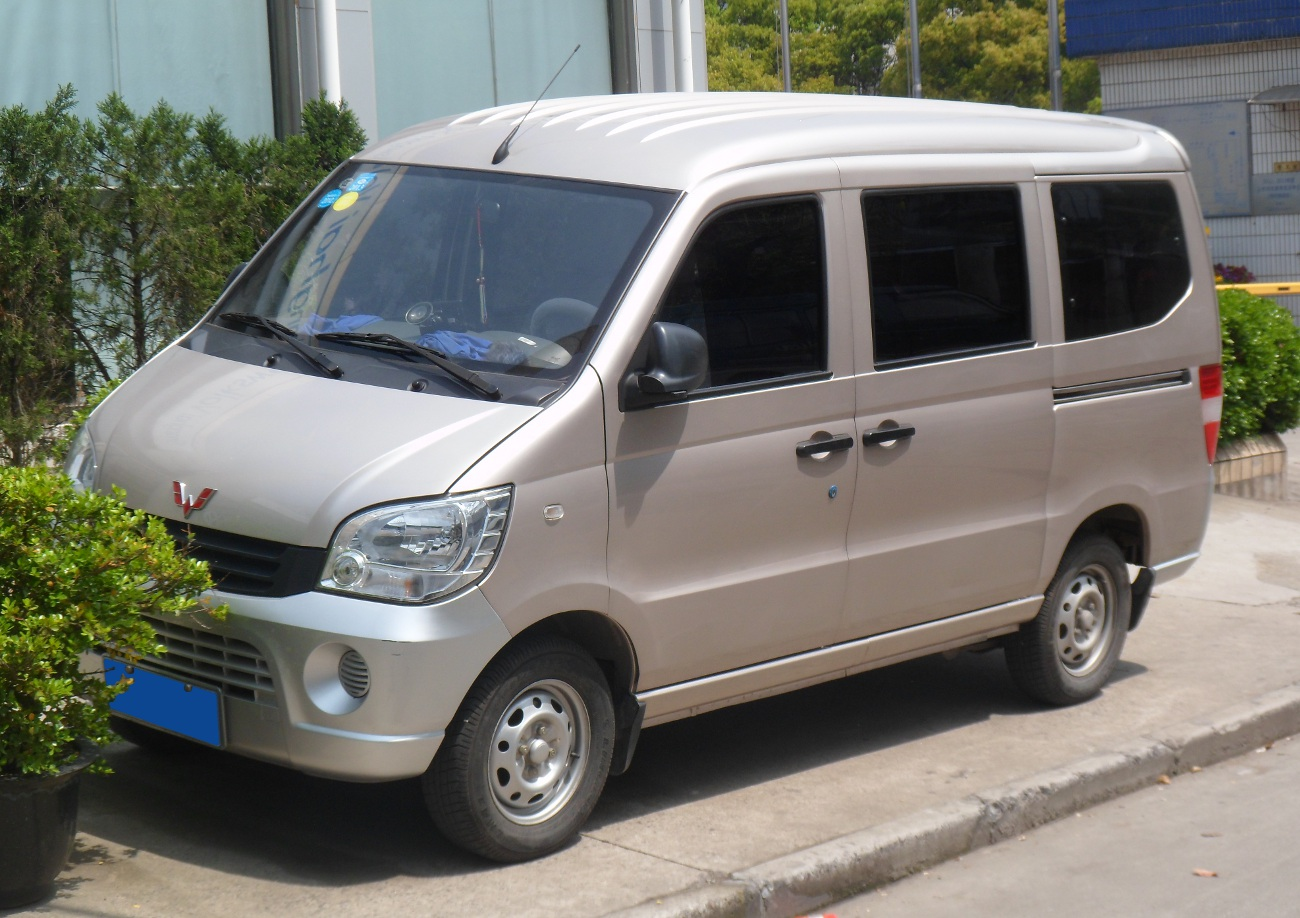
선샤인 II
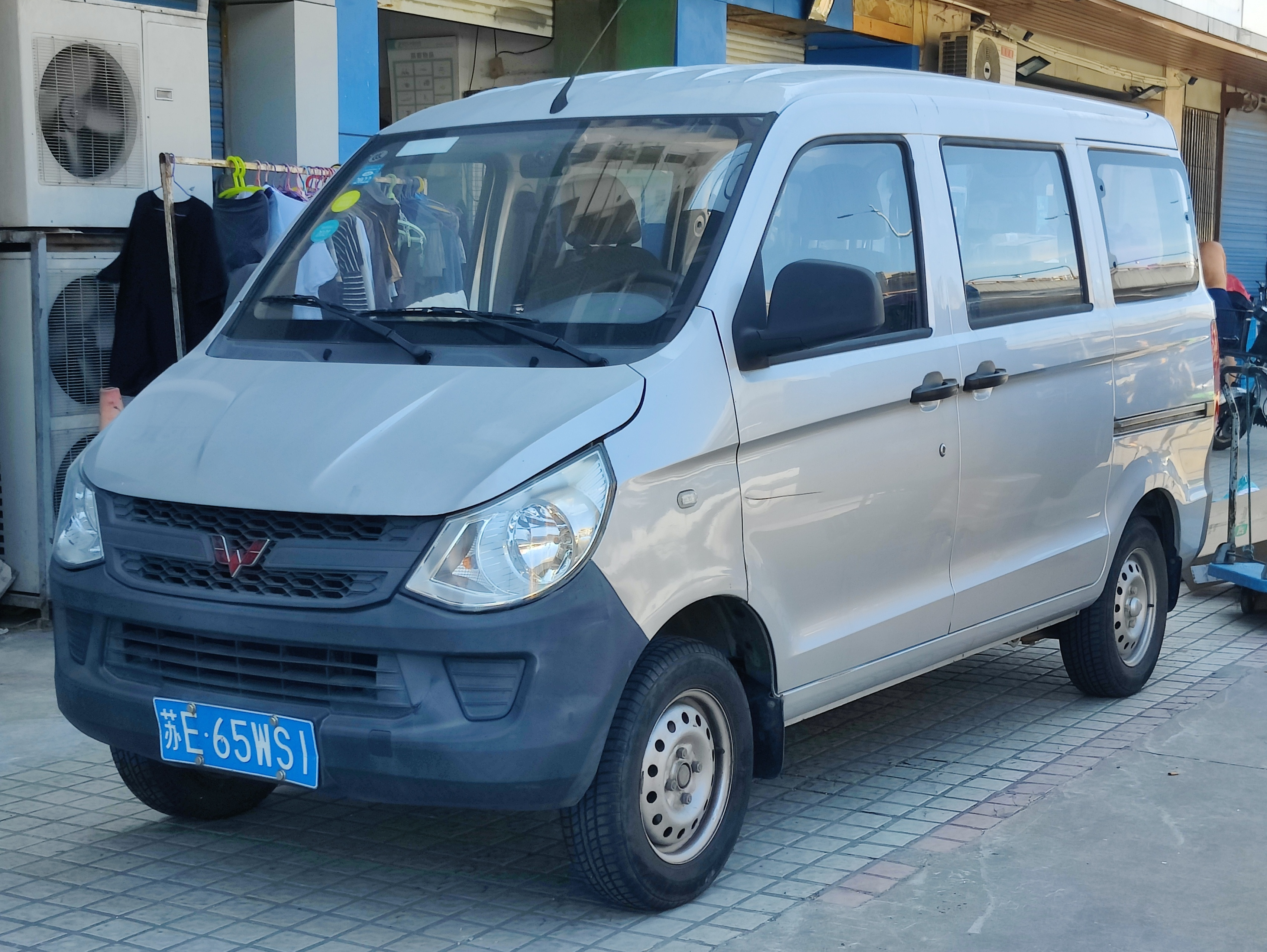
선샤인 S
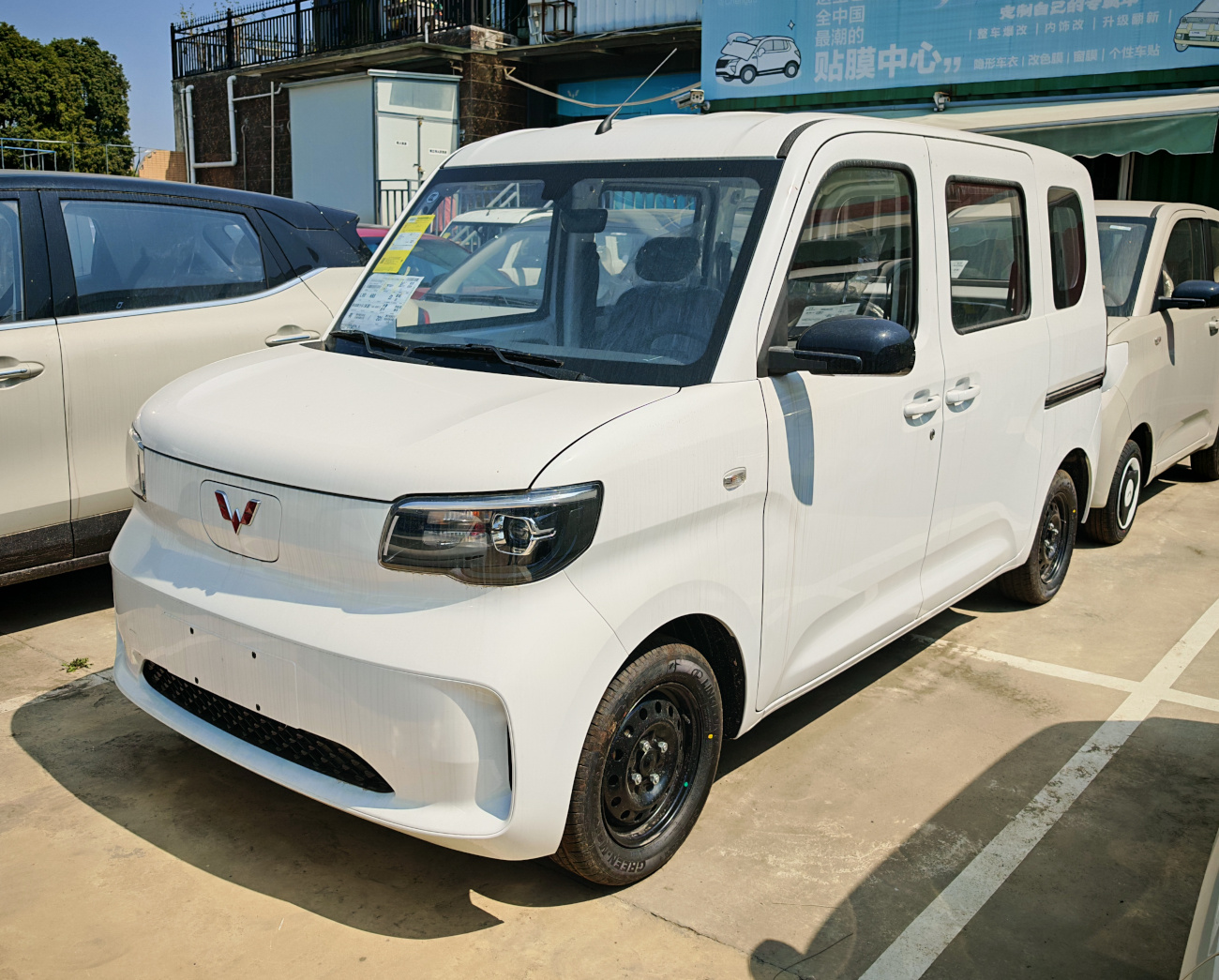
선샤인 EV
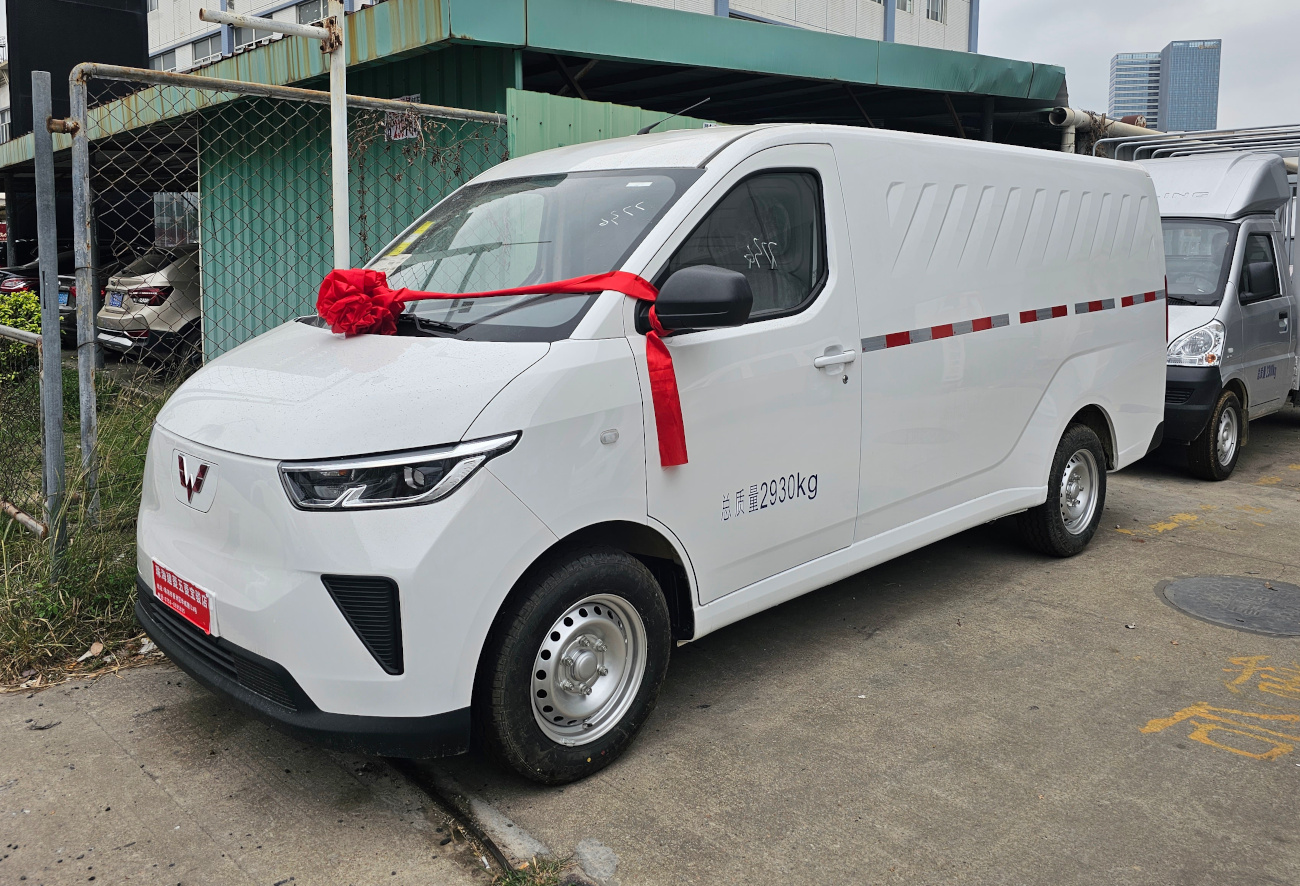
양광
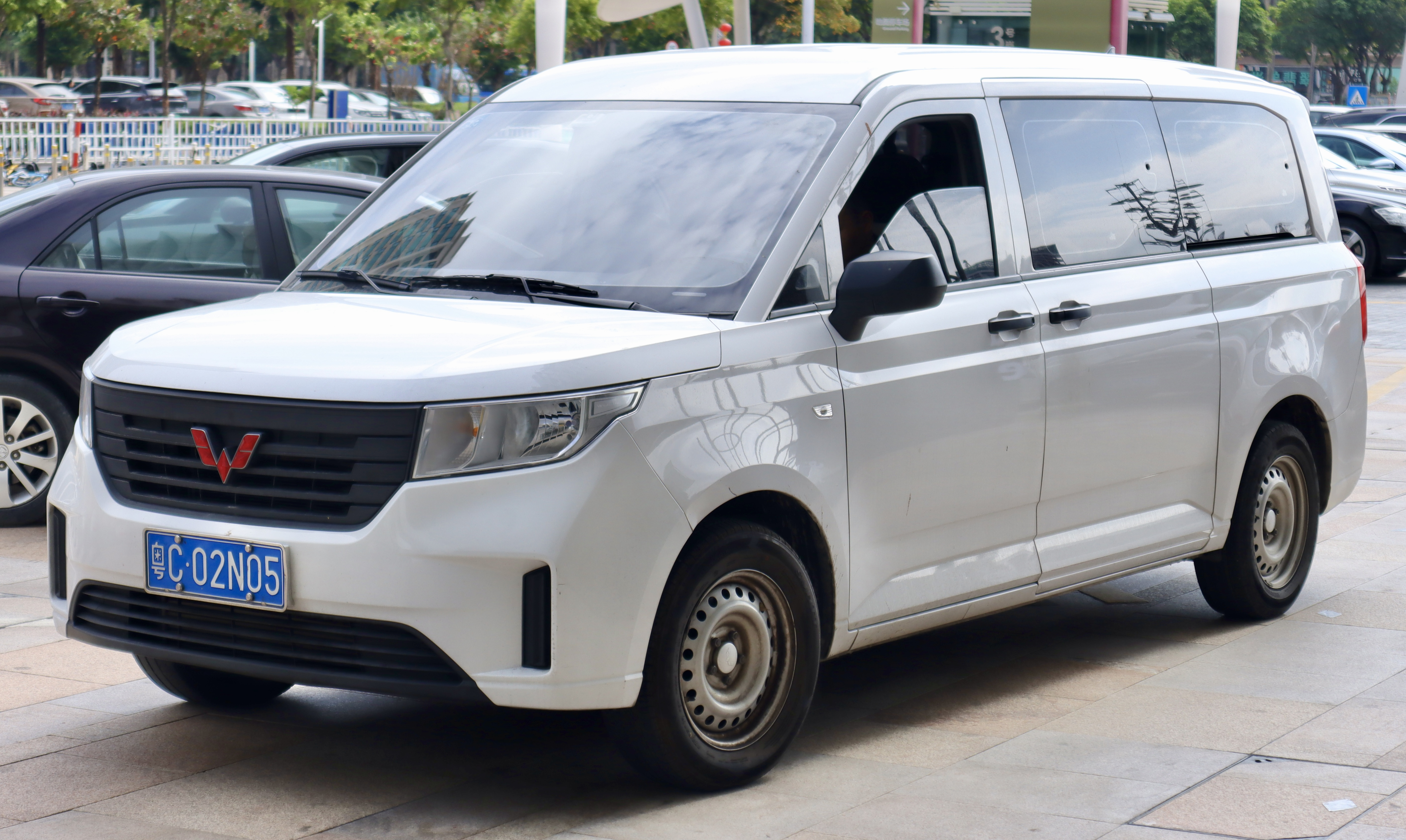
정청
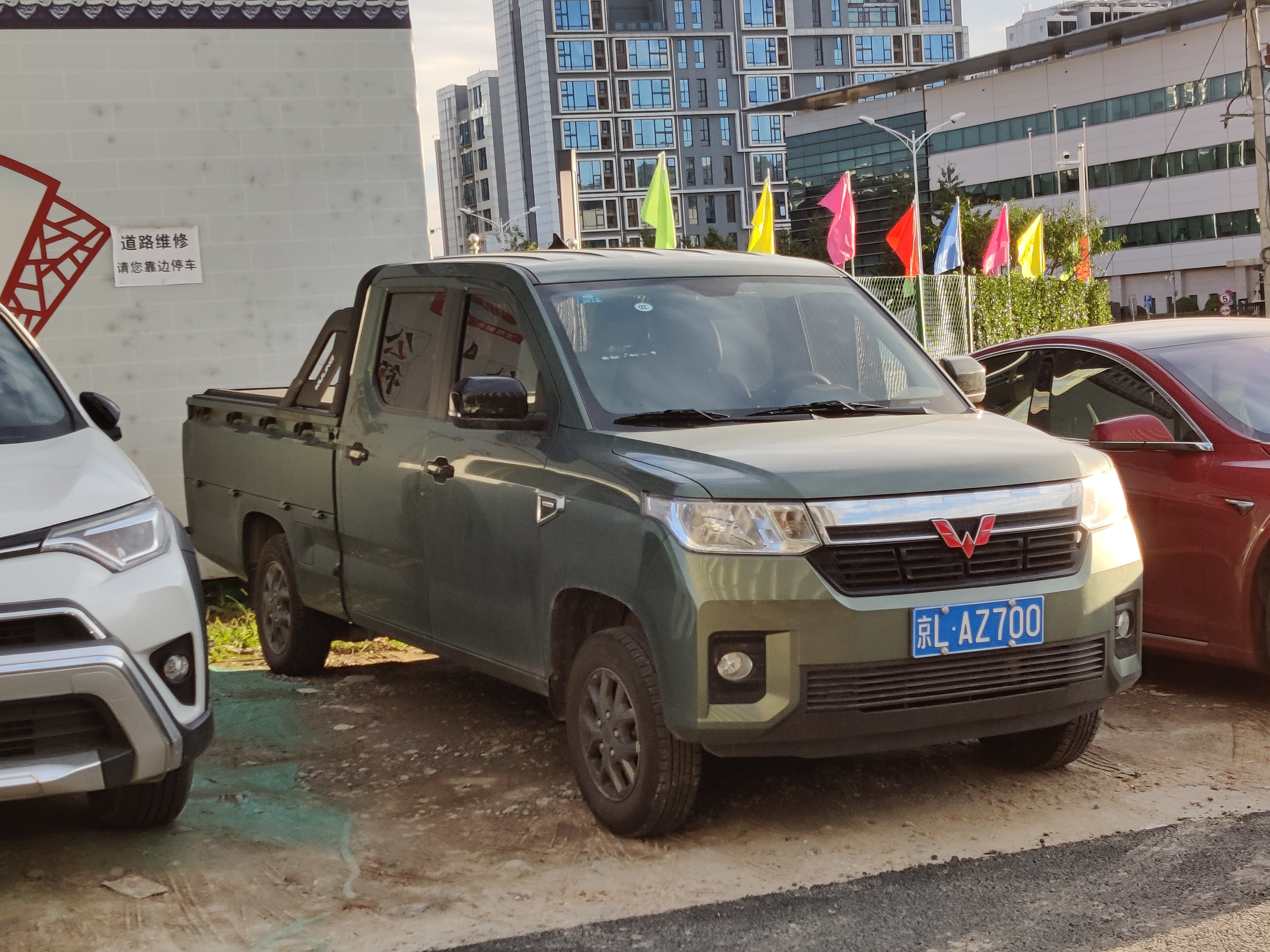
정투

#### 인도네시아 전용 모델
- 울링 알마즈 (2018년~현재), 바오준 530 재배지, 내연기관 및 하이브리드 전기자동차
- 울링 컨페로 (2017년~현재), 울링 홍광 S1 재배지
- 울링 코르테즈 (2018년~현재), 바오준 730 재배지
- 울링 포르모 (2018년~현재), 울링 홍광 S1의 밴 버전
- 울링 포르모 맥스 (2023년~현재), 울링 홍광 S1의 픽업 버전

### 수출 전용 모델
- 쉐보레 아베오/세일/옵트라 (2023년~현재)
- 쉐보레 캡티바 (2018년~현재), 바오준 530 재배지
- 쉐보레 캡티바 PHEV/EV (2025년~현재), 울링 스타라이트 S 재배지
- 쉐보레 그루브 (2025년~현재), 울링 싱치 재배지
- 쉐보레 N300/무브 (2010년~현재), 울링 롱광 재배지[37]
- 쉐보레 N400/토네이도 밴 (2019년~현재), 울링 홍광 V 재배지[38]
- 쉐보레 스파크 EUV (2025년~현재), 바오준 옙 플러스 재배지

### 바오준
바오준(영어: Baojun)은 SGMW가 소유한 브랜드이다. 울링 브랜드의 고급 대안이다.

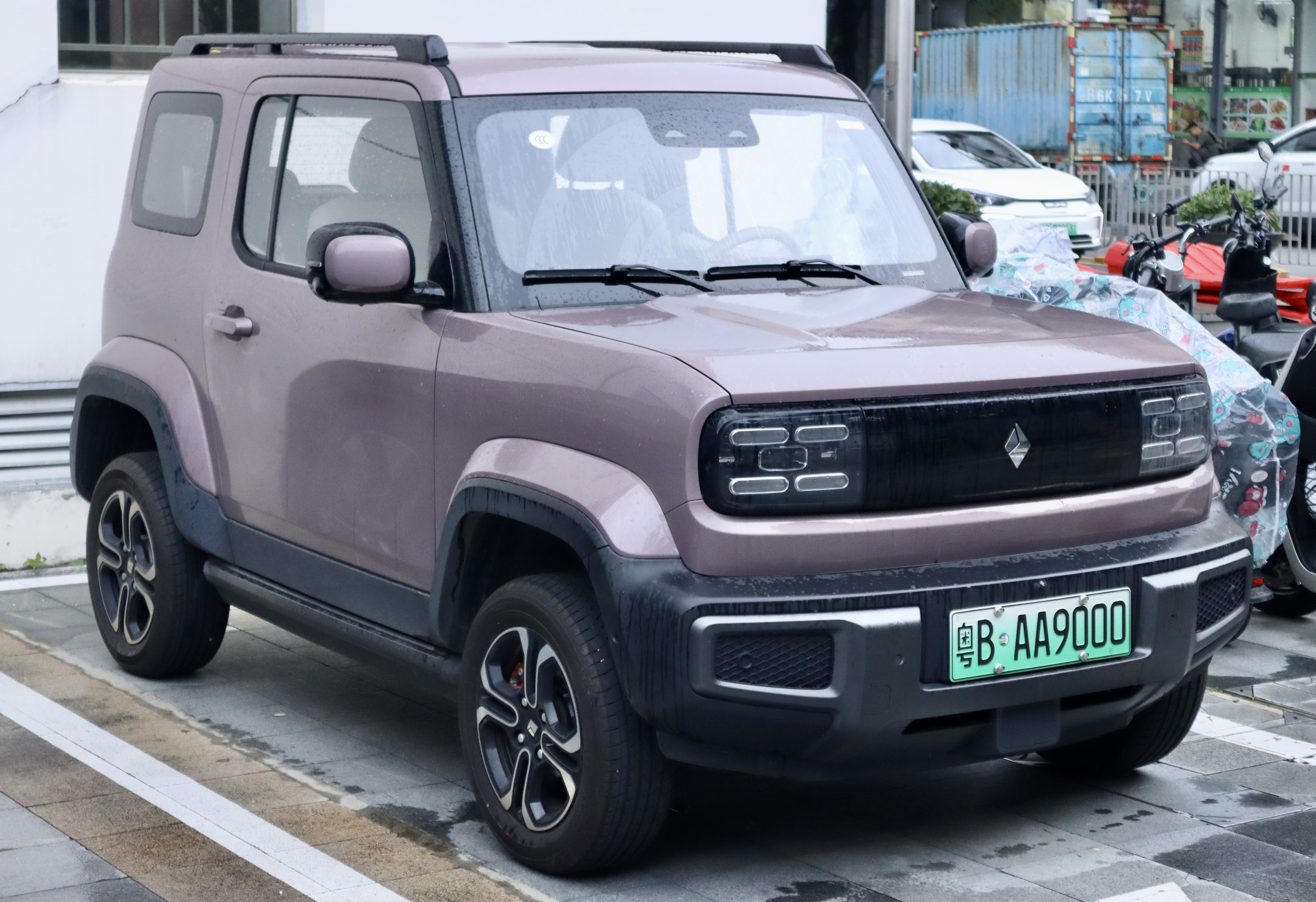
옙
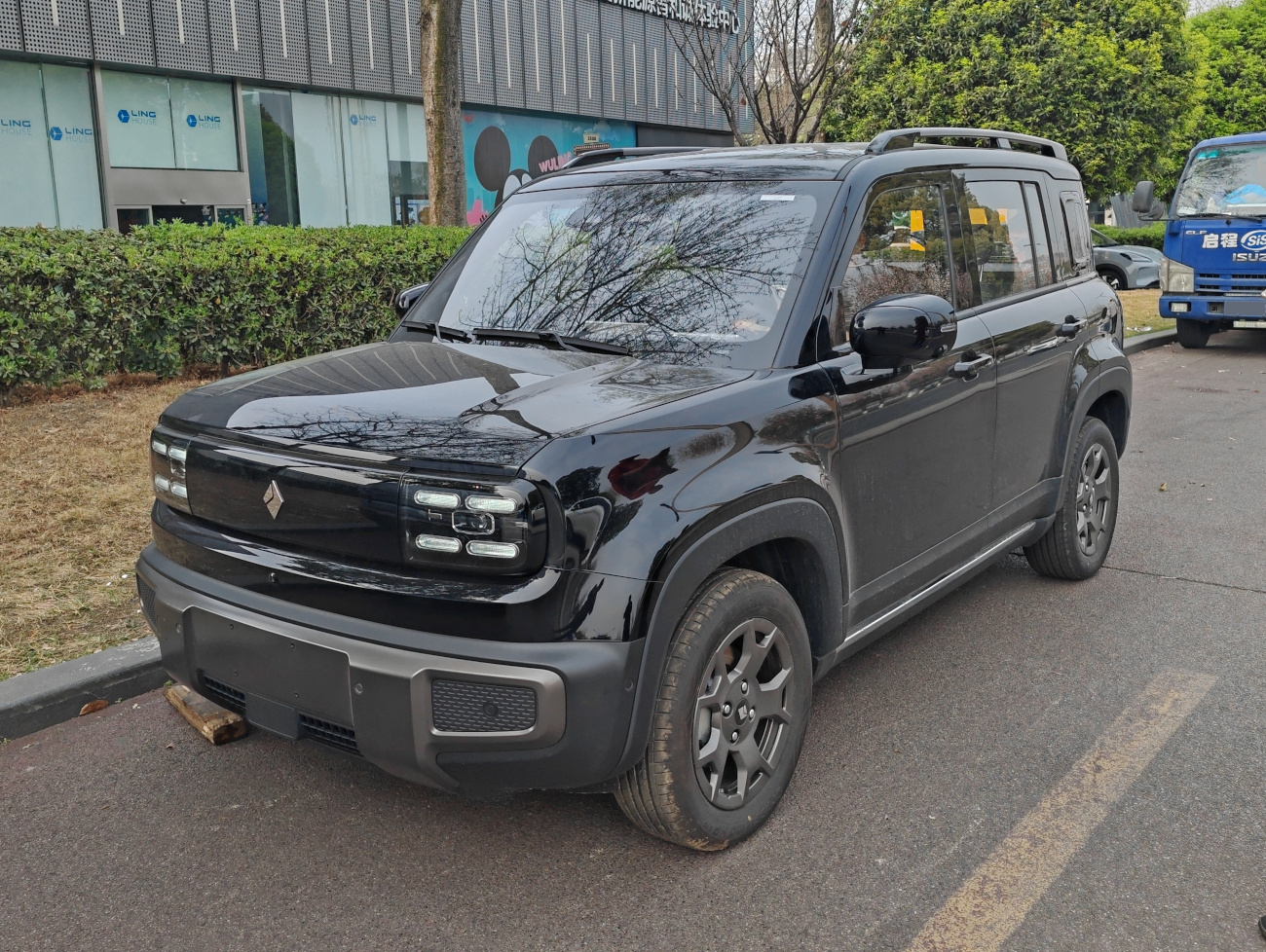
옙 플러스
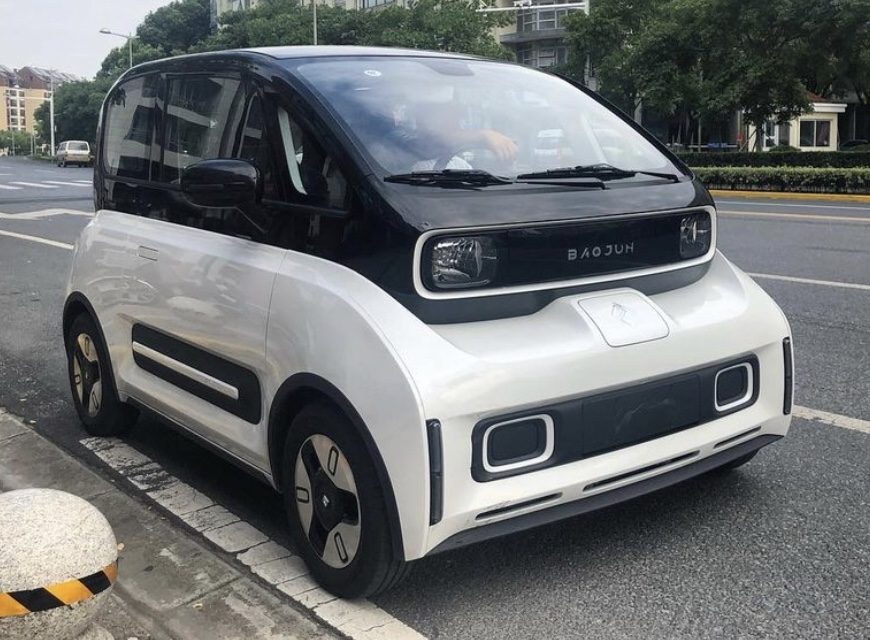
키위 EV
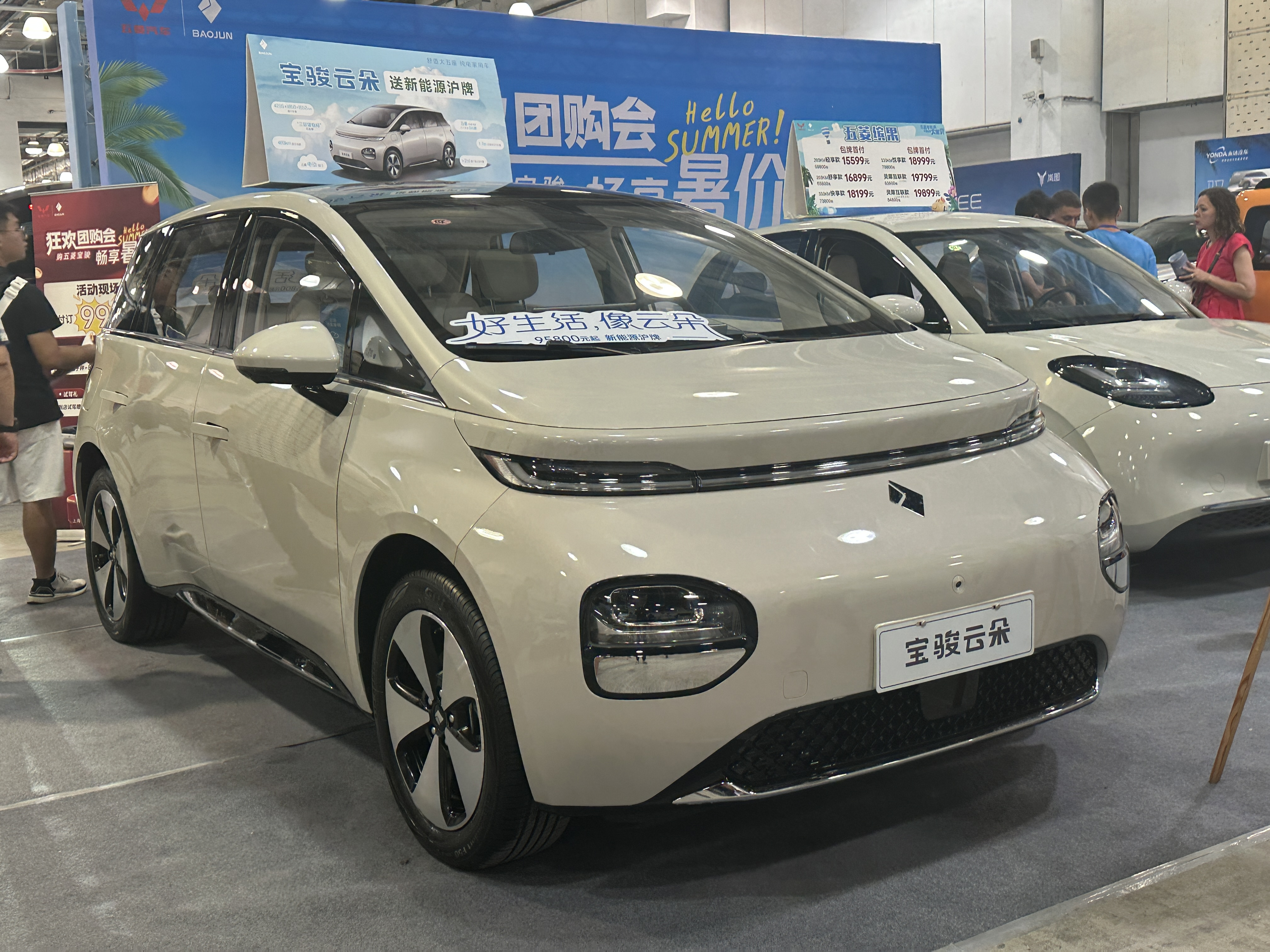
윈두오
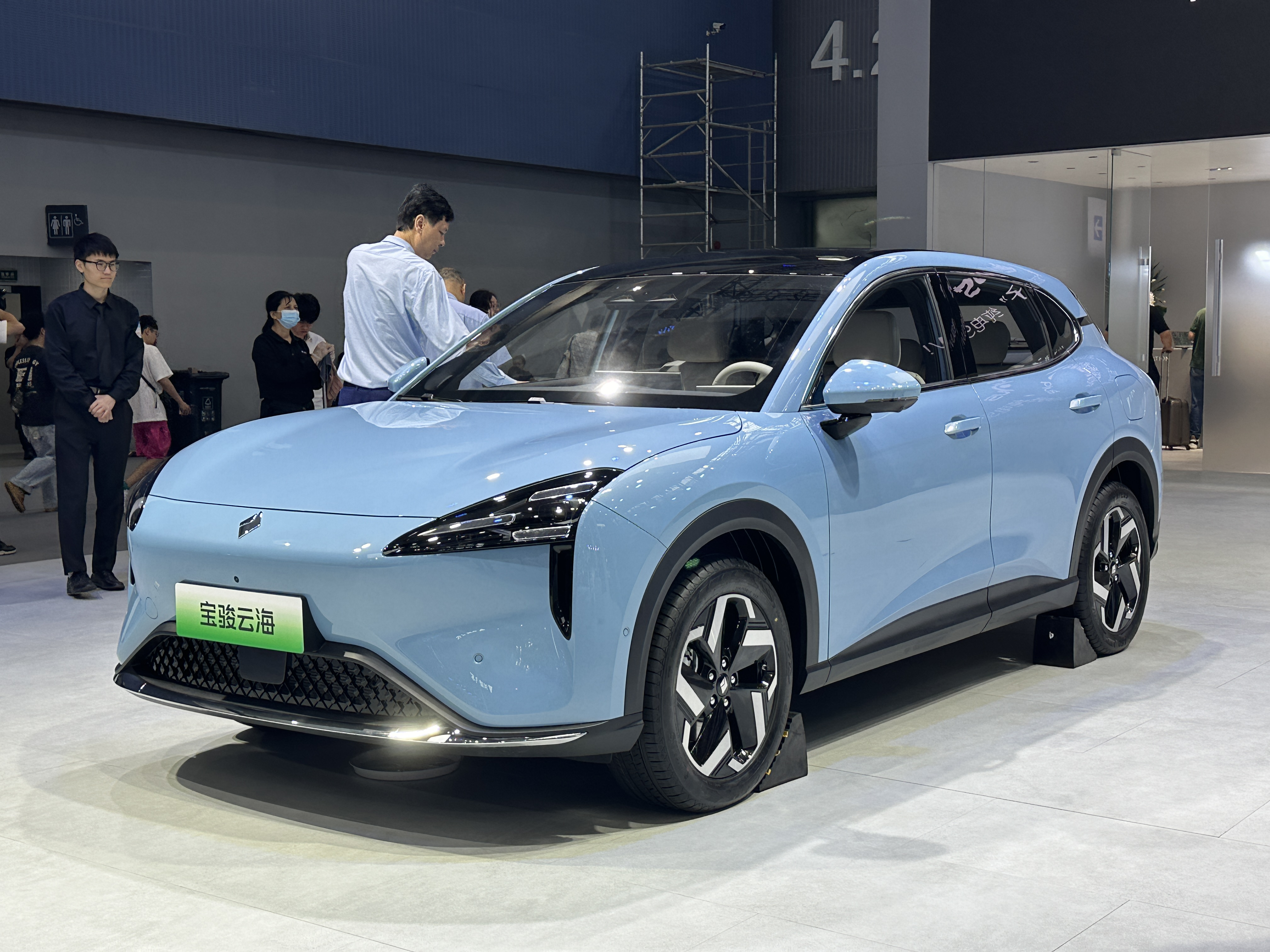
윈하이
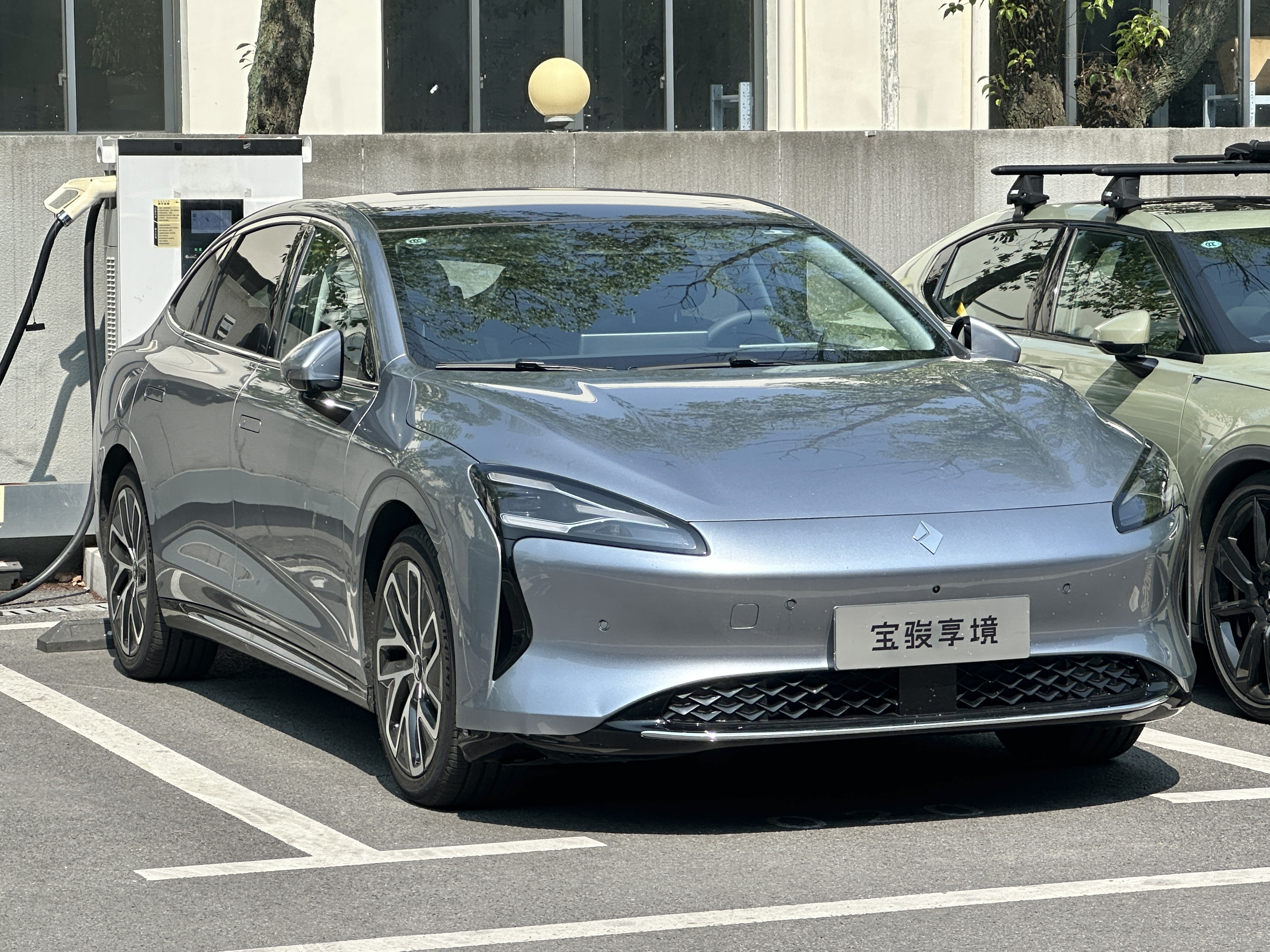
샹징

## 운영
이 회사는 중화인민공화국에 여러 생산 기지를 두고 있다. 여기에는 류저우시, 광시 좡족 자치구의 시설과 2007년에 인수한 칭다오시 공장이 포함된다.

### 해외 운영
2010년, GM과 상하이 자동차는 동등한 지분을 가진 합작 투자 회사인 제너럴 모터스 인도를 설립했으며, 제너럴 모터스가 2017년 말에 인도에서 자동차 판매를 중단할 때까지 일부 SGMW 제품을 인도에서 조립했다.
2015년 8월 20일, SGMW는 PT SGMW 모터 인도네시아 (울링 모터스)를 설립했으며, 인도네시아 서자와주 치카랑에 새로운 제조 시설의 첫 삽을 떴다. 이 시설은 60만 평방미터 규모로, 인도네시아에서 자동차 생산 및 제조와 동남아시아 수출 기지를 구축하기 위해 마련되었다. 프로젝트 투자액은 약 7억 달러이다. 최대 생산 능력에서는 연간 최대 15만 대의 차량을 생산할 것으로 예상되며, 약 3,000개의 일자리를 창출할 것으로 추정된다. 2017년 7월 11일, 이 시설은 대량 생산을 시작했다. 인도네시아 시장을 위한 울링 모터스 브랜드의 첫 번째 제품은 울링 홍광 S1로, 울링 컨페로로 이름이 변경되었다. 2018년, SGMW 인도네시아는 바오준 730을 울링 코르테즈로 출시했다. 2019년, SGMW 인도네시아는 바오준 530을 울링 알마즈로 이름 변경하여 첫 SUV로 선보였다.

### 수출
2009년, 울링모터스는 소형 상용차를 남아메리카, 중동, 북아프리카로 수출하기 시작했으며, 이 지역에서는 쉐보레 브랜드로 판매된다. 첫 번째 차량은 2009년 7월 페루로 보내졌다. 2014년, SGMW는 바오준 610을 이집트 (조립 키트 형식) 및 알제리로 쉐보레 옵트라로 수출하기 시작했다. SGMW는 2019년부터 바오준 530을 쉐보레 캡티바로, 2020년부터 바오준 510을 쉐보레 그루브로 중동 및 라틴 아메리카에 SUV를 수출하기 시작했다.
울링 미니트럭은 2004년부터 2005년까지 미국으로 제한된 수량으로 수출되었다. 코브라 모터스 회사인 SGMW USA는 이 차량들을 수입 및 유통했다. 이 트럭들은 비도로용 (즉, 사유지)으로 제한되었으며, 주로 산업 및 상업용 차량으로 판매되었다.

## 판매
| 연도 | 승용차    | 총계      |
| ---- | --------- | --------- |
| 2009 |           | 1,065,050 |
| 2010 |           | 1,234,508 |
| 2011 | 295,263   | 1,301,118 |
| 2012 | 426,545   | 1,458,188 |
| 2013 | 596,749   | 1,600,550 |
| 2014 | 932,614   | 1,805,850 |
| 2015 | 1,181,810 | 2,040,007 |
| 2016 | 1,427,921 | 2,130,177 |
| 2017 | 1,555,224 | 2,150,018 |
| 2018 | 1,355,615 | 2,071,551 |
| 2019 | 980,668   | 1,660,007 |
| 2020 | 835,216   | 1,600,057 |
| 2021 | 1,039,938 | 1,660,166 |
| 2022 | 1,049,291 | 1,600,007 |
| 2023 | 689,724   | 1,403,066 |
| 2024 | 745,276   | 1,540,077 |

## 같이 보기
- SAIC-GM
- 울링모터스
- 중국의 자동차 제조사 및 브랜드
- 중국의 자동차 제조업체 목록